# Llista d'asteroides (419001-420000)
Llista d'asteroides del 419.001 al 420.000, amb data de descoberta i descobridor. És un fragment de la llista d'asteroides completa. Als asteroides se'ls dona un número quan es confirma la seva òrbita, per tant apareixen llistats aproximadament segons la data de descobriment.

## 419001-419100
| Nom    | Designació provisional | Data de descobriment   | Lloc de descobriment | Descobridor/s          |
| ------ | ---------------------- | ---------------------- | -------------------- | ---------------------- |
| 419001 | 2009 OW21              | 29 de juliol de 2009   | Kitt Peak            | Spacewatch             |
| 419002 | 2009 OS23              | 24 de juliol de 2000   | Kitt Peak            | Spacewatch             |
| 419003 | 2009 OC24              | 31 de juliol de 2009   | Kitt Peak            | Spacewatch             |
| 419004 | 2009 PG2               | 12 d'agost de 2009     | La Sagra             | OAM                    |
| 419005 | 2009 PQ4               | 2 de novembre de 2005  | Mount Lemmon         | Mt. Lemmon Survey      |
| 419006 | 2009 PV6               | 28 de juliol de 2009   | Catalina             | CSS                    |
| 419007 | 2009 PF8               | 15 d'agost de 2009     | Catalina             | CSS                    |
| 419008 | 2009 PA11              | 15 d'agost de 2009     | Socorro              | LINEAR                 |
| 419009 | 2009 PO16              | 15 d'agost de 2009     | Kitt Peak            | Spacewatch             |
| 419010 | 2009 PY16              | 1 d'agost de 2009      | Siding Spring        | Siding Spring Survey   |
| 419011 | 2009 PB17              | 15 d'agost de 2009     | La Sagra             | OAM                    |
| 419012 | 2009 PY17              | 15 d'agost de 2009     | Kitt Peak            | Spacewatch             |
| 419013 | 2009 QA3               | 14 de juliol de 2009   | Kitt Peak            | Spacewatch             |
| 419014 | 2009 QH5               | 17 d'agost de 2009     | Farra d'Isonzo       | Farra d'Isonzo         |
| 419015 | 2009 QF6               | 19 d'agost de 2009     | Skylive              | F. Tozzi               |
| 419016 | 2009 QE7               | 17 de juny de 2009     | Mount Lemmon         | Mt. Lemmon Survey      |
| 419017 | 2009 QA10              | 21 d'agost de 2009     | Sandlot              | G. Hug                 |
| 419018 | 2009 QS10              | 24 d'octubre de 2005   | Kitt Peak            | Spacewatch             |
| 419019 | 2009 QQ12              | 16 d'agost de 2009     | Kitt Peak            | Spacewatch             |
| 419020 | 2009 QH22              | 20 d'agost de 2009     | La Sagra             | OAM                    |
| 419021 | 2009 QR22              | 20 d'agost de 2009     | La Sagra             | OAM                    |
| 419022 | 2009 QF31              | 26 d'agost de 2009     | Catalina             | CSS                    |
| 419023 | 2009 QT36              | 29 d'agost de 2009     | Taunus               | S. Karge, U. Zimmer    |
| 419024 | 2009 QZ36              | 27 d'agost de 2009     | Kitt Peak            | Spacewatch             |
| 419025 | 2009 QF39              | 20 d'agost de 2009     | Kitt Peak            | Spacewatch             |
| 419026 | 2009 QJ40              | 26 d'agost de 2009     | La Sagra             | OAM                    |
| 419027 | 2009 QP47              | 28 d'agost de 2009     | La Sagra             | OAM                    |
| 419028 | 2009 QY48              | 28 d'agost de 2009     | La Sagra             | OAM                    |
| 419029 | 2009 QA54              | 19 d'agost de 2009     | Kitt Peak            | Spacewatch             |
| 419030 | 2009 QX54              | 28 d'agost de 2009     | Catalina             | CSS                    |
| 419031 | 2009 QB55              | 17 d'agost de 2009     | Catalina             | CSS                    |
| 419032 | 2009 QY55              | 28 d'agost de 2009     | Kitt Peak            | Spacewatch             |
| 419033 | 2009 QT57              | 27 de maig de 2009     | Catalina             | CSS                    |
| 419034 | 2009 QM58              | 20 d'agost de 2009     | Kitt Peak            | Spacewatch             |
| 419035 | 2009 QV63              | 16 d'agost de 2009     | Kitt Peak            | Spacewatch             |
| 419036 | 2009 QF64              | 19 d'agost de 2009     | La Sagra             | OAM                    |
| 419037 | 2009 RH8               | 12 de setembre de 2009 | Kitt Peak            | Spacewatch             |
| 419038 | 2009 RW8               | 12 de setembre de 2009 | Kitt Peak            | Spacewatch             |
| 419039 | 2009 RW11              | 12 de setembre de 2009 | Kitt Peak            | Spacewatch             |
| 419040 | 2009 RU12              | 12 de setembre de 2009 | Kitt Peak            | Spacewatch             |
| 419041 | 2009 RX17              | 12 de setembre de 2009 | Kitt Peak            | Spacewatch             |
| 419042 | 2009 RZ17              | 12 de setembre de 2009 | Kitt Peak            | Spacewatch             |
| 419043 | 2009 RC20              | 14 de setembre de 2009 | Catalina             | CSS                    |
| 419044 | 2009 RT27              | 13 de setembre de 2009 | XuYi                 | PMO NEO Survey Program |
| 419045 | 2009 RP28              | 13 de setembre de 2009 | Purple Mountain      | PMO NEO Survey Program |
| 419046 | 2009 RN36              | 25 d'agost de 2009     | XuYi                 | PMO NEO Survey Program |
| 419047 | 2009 RT36              | 15 de setembre de 2009 | Kitt Peak            | Spacewatch             |
| 419048 | 2009 RQ41              | 15 de setembre de 2009 | Kitt Peak            | Spacewatch             |
| 419049 | 2009 RW41              | 7 de desembre de 2005  | Kitt Peak            | Spacewatch             |
| 419050 | 2009 RJ43              | 15 de setembre de 2009 | Kitt Peak            | Spacewatch             |
| 419051 | 2009 RO46              | 15 de setembre de 2009 | Kitt Peak            | Spacewatch             |
| 419052 | 2009 RS63              | 15 de setembre de 2009 | Mount Lemmon         | Mt. Lemmon Survey      |
| 419053 | 2009 RP69              | 15 de setembre de 2009 | Mount Lemmon         | Mt. Lemmon Survey      |
| 419054 | 2009 RX69              | 14 de setembre de 2009 | Kitt Peak            | Spacewatch             |
| 419055 | 2009 RX71              | 15 de setembre de 2009 | Kitt Peak            | Spacewatch             |
| 419056 | 2009 RN72              | 15 de setembre de 2009 | Kitt Peak            | Spacewatch             |
| 419057 | 2009 RL73              | 12 de setembre de 2009 | Kitt Peak            | Spacewatch             |
| 419058 | 2009 RS74              | 14 de setembre de 2009 | Socorro              | LINEAR                 |
| 419059 | 2009 ST1               | 15 d'agost de 2009     | Kitt Peak            | Spacewatch             |
| 419060 | 2009 SL9               | 27 de gener de 2007    | Mount Lemmon         | Mt. Lemmon Survey      |
| 419061 | 2009 SX19              | 21 de setembre de 2009 | Mount Lemmon         | Mt. Lemmon Survey      |
| 419062 | 2009 SH20              | 22 de setembre de 2009 | Drebach              | Drebach                |
| 419063 | 2009 SD21              | 17 de setembre de 2009 | Catalina             | CSS                    |
| 419064 | 2009 SY23              | 16 de setembre de 2009 | Kitt Peak            | Spacewatch             |
| 419065 | 2009 SD35              | 16 de setembre de 2009 | Kitt Peak            | Spacewatch             |
| 419066 | 2009 SK45              | 16 de setembre de 2009 | Kitt Peak            | Spacewatch             |
| 419067 | 2009 SY46              | 16 de setembre de 2009 | Kitt Peak            | Spacewatch             |
| 419068 | 2009 SL49              | 25 de setembre de 2005 | Kitt Peak            | Spacewatch             |
| 419069 | 2009 SB51              | 17 de setembre de 2009 | Kitt Peak            | Spacewatch             |
| 419070 | 2009 SR55              | 17 de setembre de 2009 | Kitt Peak            | Spacewatch             |
| 419071 | 2009 SJ58              | 17 de setembre de 2009 | Kitt Peak            | Spacewatch             |
| 419072 | 2009 SY60              | 17 de setembre de 2009 | Kitt Peak            | Spacewatch             |
| 419073 | 2009 SC61              | 17 de setembre de 2009 | Kitt Peak            | Spacewatch             |
| 419074 | 2009 SL61              | 17 de setembre de 2009 | Kitt Peak            | Spacewatch             |
| 419075 | 2009 SN74              | 17 de setembre de 2009 | Kitt Peak            | Spacewatch             |
| 419076 | 2009 SY78              | 18 de setembre de 2009 | Kitt Peak            | Spacewatch             |
| 419077 | 2009 SN99              | 13 d'abril de 2008     | Mount Lemmon         | Mt. Lemmon Survey      |
| 419078 | 2009 SH106             | 16 d'agost de 2009     | Kitt Peak            | Spacewatch             |
| 419079 | 2009 SB110             | 17 d'agost de 2009     | Kitt Peak            | Spacewatch             |
| 419080 | 2009 SG114             | 18 de setembre de 2009 | Kitt Peak            | Spacewatch             |
| 419081 | 2009 SZ122             | 18 de setembre de 2009 | Kitt Peak            | Spacewatch             |
| 419082 | 2009 SQ124             | 18 de setembre de 2009 | Kitt Peak            | Spacewatch             |
| 419083 | 2009 SU124             | 18 de setembre de 2009 | Kitt Peak            | Spacewatch             |
| 419084 | 2009 SK125             | 18 de setembre de 2009 | Kitt Peak            | Spacewatch             |
| 419085 | 2009 SE126             | 18 de setembre de 2009 | Kitt Peak            | Spacewatch             |
| 419086 | 2009 SV127             | 18 de setembre de 2009 | Catalina             | CSS                    |
| 419087 | 2009 SK128             | 18 de setembre de 2009 | Kitt Peak            | Spacewatch             |
| 419088 | 2009 SQ130             | 18 de setembre de 2009 | Kitt Peak            | Spacewatch             |
| 419089 | 2009 SW133             | 18 de setembre de 2009 | Kitt Peak            | Spacewatch             |
| 419090 | 2009 SF140             | 25 d'abril de 2003     | Kitt Peak            | Spacewatch             |
| 419091 | 2009 SE141             | 19 de setembre de 2009 | Kitt Peak            | Spacewatch             |
| 419092 | 2009 SZ144             | 28 d'agost de 2009     | Kitt Peak            | Spacewatch             |
| 419093 | 2009 SQ146             | 19 de setembre de 2009 | Kitt Peak            | Spacewatch             |
| 419094 | 2009 SQ147             | 19 de setembre de 2009 | Mount Lemmon         | Mt. Lemmon Survey      |
| 419095 | 2009 SQ149             | 20 de setembre de 2009 | Kitt Peak            | Spacewatch             |
| 419096 | 2009 SX155             | 20 de setembre de 2009 | Kitt Peak            | Spacewatch             |
| 419097 | 2009 SE156             | 25 de setembre de 2005 | Kitt Peak            | Spacewatch             |
| 419098 | 2009 SF157             | 20 de setembre de 2009 | Kitt Peak            | Spacewatch             |
| 419099 | 2009 SW158             | 20 de setembre de 2009 | Kitt Peak            | Spacewatch             |
| 419100 | 2009 SA159             | 20 de setembre de 2009 | Kitt Peak            | Spacewatch             |

## 419101-419200
| Nom    | Designació provisional | Data de descobriment   | Lloc de descobriment | Descobridor/s        |
| ------ | ---------------------- | ---------------------- | -------------------- | -------------------- |
| 419101 | 2009 SX160             | 20 de setembre de 2009 | Mount Lemmon         | Mt. Lemmon Survey    |
| 419102 | 2009 SK165             | 6 de novembre de 2005  | Mount Lemmon         | Mt. Lemmon Survey    |
| 419103 | 2009 SF167             | 23 de setembre de 2009 | Mount Lemmon         | Mt. Lemmon Survey    |
| 419104 | 2009 SK171             | 28 de setembre de 2009 | Wildberg             | R. Apitzsch          |
| 419105 | 2009 SA173             | 18 de setembre de 2009 | Kitt Peak            | Spacewatch           |
| 419106 | 2009 SG179             | 30 d'octubre de 2006   | Mount Lemmon         | Mt. Lemmon Survey    |
| 419107 | 2009 SG180             | 16 de setembre de 2009 | Kitt Peak            | Spacewatch           |
| 419108 | 2009 SN183             | 17 de setembre de 2009 | Kitt Peak            | Spacewatch           |
| 419109 | 2009 SS183             | 21 de setembre de 2009 | Kitt Peak            | Spacewatch           |
| 419110 | 2009 SL185             | 21 de setembre de 2009 | Kitt Peak            | Spacewatch           |
| 419111 | 2009 SX188             | 21 de setembre de 2009 | La Sagra             | OAM                  |
| 419112 | 2009 SQ192             | 18 de setembre de 1995 | Kitt Peak            | Spacewatch           |
| 419113 | 2009 SZ192             | 22 de setembre de 2009 | Kitt Peak            | Spacewatch           |
| 419114 | 2009 SA193             | 22 de setembre de 2009 | Kitt Peak            | Spacewatch           |
| 419115 | 2009 SU198             | 22 de setembre de 2009 | Kitt Peak            | Spacewatch           |
| 419116 | 2009 SY200             | 10 de setembre de 2009 | Catalina             | CSS                  |
| 419117 | 2009 SV201             | 18 de setembre de 2009 | Kitt Peak            | Spacewatch           |
| 419118 | 2009 SO203             | 22 de setembre de 2009 | Kitt Peak            | Spacewatch           |
| 419119 | 2009 SB205             | 22 de setembre de 2009 | Kitt Peak            | Spacewatch           |
| 419120 | 2009 SX209             | 23 de setembre de 2009 | Kitt Peak            | Spacewatch           |
| 419121 | 2009 SL211             | 23 de setembre de 2009 | Kitt Peak            | Spacewatch           |
| 419122 | 2009 SH213             | 15 de setembre de 2009 | Kitt Peak            | Spacewatch           |
| 419123 | 2009 SK214             | 15 de setembre de 2009 | Kitt Peak            | Spacewatch           |
| 419124 | 2009 SO216             | 24 de setembre de 2009 | Kitt Peak            | Spacewatch           |
| 419125 | 2009 SP227             | 18 de setembre de 2009 | Kitt Peak            | Spacewatch           |
| 419126 | 2009 SK231             | 19 de setembre de 2009 | Kitt Peak            | Spacewatch           |
| 419127 | 2009 SX232             | 19 de setembre de 2009 | Catalina             | CSS                  |
| 419128 | 2009 SB239             | 16 d'agost de 2009     | Catalina             | CSS                  |
| 419129 | 2009 SU240             | 18 de setembre de 2009 | Catalina             | CSS                  |
| 419130 | 2009 SK242             | 8 de juliol de 2004    | Siding Spring        | Siding Spring Survey |
| 419131 | 2009 SZ242             | 21 de setembre de 2009 | La Sagra             | OAM                  |
| 419132 | 2009 SC245             | 19 de setembre de 2009 | Kitt Peak            | Spacewatch           |
| 419133 | 2009 SO246             | 17 de setembre de 2009 | Kitt Peak            | Spacewatch           |
| 419134 | 2009 ST250             | 19 de setembre de 2009 | Kitt Peak            | Spacewatch           |
| 419135 | 2009 SX264             | 23 de setembre de 2009 | Mount Lemmon         | Mt. Lemmon Survey    |
| 419136 | 2009 SR265             | 23 de setembre de 2009 | Mount Lemmon         | Mt. Lemmon Survey    |
| 419137 | 2009 SV265             | 23 de setembre de 2009 | Mount Lemmon         | Mt. Lemmon Survey    |
| 419138 | 2009 SH269             | 12 de setembre de 2009 | Kitt Peak            | Spacewatch           |
| 419139 | 2009 SV274             | 17 de setembre de 2009 | Kitt Peak            | Spacewatch           |
| 419140 | 2009 SZ278             | 17 de setembre de 2009 | Kitt Peak            | Spacewatch           |
| 419141 | 2009 SD279             | 17 de setembre de 2009 | Kitt Peak            | Spacewatch           |
| 419142 | 2009 SU282             | 25 de setembre de 2009 | Kitt Peak            | Spacewatch           |
| 419143 | 2009 SX287             | 25 de setembre de 2009 | Kitt Peak            | Spacewatch           |
| 419144 | 2009 SK288             | 25 de setembre de 2009 | Kitt Peak            | Spacewatch           |
| 419145 | 2009 SF290             | 29 de desembre de 2005 | Mount Lemmon         | Mt. Lemmon Survey    |
| 419146 | 2009 SC294             | 27 de setembre de 2009 | Kitt Peak            | Spacewatch           |
| 419147 | 2009 SD294             | 15 de setembre de 2009 | Kitt Peak            | Spacewatch           |
| 419148 | 2009 SA302             | 15 d'agost de 2009     | Kitt Peak            | Spacewatch           |
| 419149 | 2009 SQ316             | 19 de setembre de 2009 | Mount Lemmon         | Mt. Lemmon Survey    |
| 419150 | 2009 SG319             | 20 de setembre de 2009 | Kitt Peak            | Spacewatch           |
| 419151 | 2009 SJ324             | 22 de maig de 2003     | Kitt Peak            | Spacewatch           |
| 419152 | 2009 SC325             | 25 de setembre de 2009 | Kitt Peak            | Spacewatch           |
| 419153 | 2009 SB329             | 16 de setembre de 2009 | Catalina             | CSS                  |
| 419154 | 2009 SO335             | 20 de setembre de 2009 | Kitt Peak            | Spacewatch           |
| 419155 | 2009 SD337             | 25 de setembre de 2009 | Catalina             | CSS                  |
| 419156 | 2009 SM337             | 27 de setembre de 2009 | Catalina             | CSS                  |
| 419157 | 2009 SN337             | 27 de setembre de 2009 | Siding Spring        | Siding Spring Survey |
| 419158 | 2009 SC341             | 23 de setembre de 2009 | Kitt Peak            | Spacewatch           |
| 419159 | 2009 ST344             | 18 de setembre de 2009 | Kitt Peak            | Spacewatch           |
| 419160 | 2009 SZ344             | 18 de setembre de 2009 | Kitt Peak            | Spacewatch           |
| 419161 | 2009 SK354             | 21 de setembre de 2009 | Mount Lemmon         | Mt. Lemmon Survey    |
| 419162 | 2009 SY354             | 29 de setembre de 2009 | Kitt Peak            | Spacewatch           |
| 419163 | 2009 SY357             | 28 de setembre de 2009 | Mount Lemmon         | Mt. Lemmon Survey    |
| 419164 | 2009 SU359             | 25 de setembre de 2009 | Socorro              | LINEAR               |
| 419165 | 2009 SA361             | 22 de setembre de 2009 | Catalina             | CSS                  |
| 419166 | 2009 TB5               | 10 d'octubre de 2009   | La Sagra             | OAM                  |
| 419167 | 2009 TQ5               | 11 d'octubre de 2009   | Mount Lemmon         | Mt. Lemmon Survey    |
| 419168 | 2009 TV5               | 11 d'octubre de 2009   | La Sagra             | OAM                  |
| 419169 | 2009 TP9               | 14 d'octubre de 2009   | Bisei SG Center      | BATTeRS              |
| 419170 | 2009 TK13              | 14 d'octubre de 2009   | Bisei SG Center      | BATTeRS              |
| 419171 | 2009 TG20              | 22 de setembre de 2009 | Catalina             | CSS                  |
| 419172 | 2009 TX25              | 14 d'octubre de 2009   | Catalina             | CSS                  |
| 419173 | 2009 TY29              | 23 d'abril de 2007     | Mount Lemmon         | Mt. Lemmon Survey    |
| 419174 | 2009 TA31              | 15 d'octubre de 2009   | Mount Lemmon         | Mt. Lemmon Survey    |
| 419175 | 2009 TP32              | 14 d'octubre de 2009   | Catalina             | CSS                  |
| 419176 | 2009 TH33              | 12 d'octubre de 2009   | La Sagra             | OAM                  |
| 419177 | 2009 TK33              | 14 d'octubre de 2009   | La Sagra             | OAM                  |
| 419178 | 2009 TU33              | 9 d'octubre de 2009    | Catalina             | CSS                  |
| 419179 | 2009 TJ39              | 15 d'octubre de 2009   | Catalina             | CSS                  |
| 419180 | 2009 TM40              | 1 de desembre de 2005  | Kitt Peak            | Spacewatch           |
| 419181 | 2009 TN40              | 15 d'octubre de 2009   | Catalina             | CSS                  |
| 419182 | 2009 TN42              | 12 d'octubre de 2009   | Mount Lemmon         | Mt. Lemmon Survey    |
| 419183 | 2009 TL43              | 1 d'octubre de 2009    | Mount Lemmon         | Mt. Lemmon Survey    |
| 419184 | 2009 TF47              | 14 d'octubre de 2009   | Catalina             | CSS                  |
| 419185 | 2009 UP2               | 18 d'agost de 2009     | Catalina             | CSS                  |
| 419186 | 2009 UY11              | 16 d'octubre de 2009   | Catalina             | CSS                  |
| 419187 | 2009 UA24              | 18 d'octubre de 2009   | Mount Lemmon         | Mt. Lemmon Survey    |
| 419188 | 2009 UP27              | 25 d'agost de 2004     | Kitt Peak            | Spacewatch           |
| 419189 | 2009 UG28              | 22 d'octubre de 2009   | Mount Lemmon         | Mt. Lemmon Survey    |
| 419190 | 2009 UX30              | 18 d'octubre de 2009   | Mount Lemmon         | Mt. Lemmon Survey    |
| 419191 | 2009 UA33              | 18 d'octubre de 2009   | Mount Lemmon         | Mt. Lemmon Survey    |
| 419192 | 2009 UM37              | 22 d'octubre de 2009   | Mount Lemmon         | Mt. Lemmon Survey    |
| 419193 | 2009 UT40              | 20 d'agost de 2009     | Kitt Peak            | Spacewatch           |
| 419194 | 2009 UZ49              | 27 de setembre de 2009 | Kitt Peak            | Spacewatch           |
| 419195 | 2009 UY50              | 22 d'octubre de 2009   | Catalina             | CSS                  |
| 419196 | 2009 UZ56              | 23 d'octubre de 2009   | Mount Lemmon         | Mt. Lemmon Survey    |
| 419197 | 2009 UA66              | 17 de setembre de 2009 | Kitt Peak            | Spacewatch           |
| 419198 | 2009 UO66              | 17 d'octubre de 2009   | Mount Lemmon         | Mt. Lemmon Survey    |
| 419199 | 2009 UZ69              | 22 d'octubre de 2009   | Mount Lemmon         | Mt. Lemmon Survey    |
| 419200 | 2009 UT80              | 29 de setembre de 2009 | Mount Lemmon         | Mt. Lemmon Survey    |

## 419201-419300
| Nom    | Designació provisional | Data de descobriment   | Lloc de descobriment | Descobridor/s          |
| ------ | ---------------------- | ---------------------- | -------------------- | ---------------------- |
| 419201 | 2009 UW82              | 23 d'octubre de 2009   | Mount Lemmon         | Mt. Lemmon Survey      |
| 419202 | 2009 UV84              | 23 d'octubre de 2009   | Mount Lemmon         | Mt. Lemmon Survey      |
| 419203 | 2009 UN90              | 16 d'octubre de 2009   | Catalina             | CSS                    |
| 419204 | 2009 UC96              | 22 d'octubre de 2009   | Mount Lemmon         | Mt. Lemmon Survey      |
| 419205 | 2009 UN99              | 23 d'octubre de 2009   | Kitt Peak            | Spacewatch             |
| 419206 | 2009 UQ101             | 6 de gener de 2006     | Catalina             | CSS                    |
| 419207 | 2009 UH103             | 24 d'octubre de 2009   | Kitt Peak            | Spacewatch             |
| 419208 | 2009 UU107             | 17 de setembre de 2009 | Catalina             | CSS                    |
| 419209 | 2009 UJ110             | 23 d'octubre de 2009   | Kitt Peak            | Spacewatch             |
| 419210 | 2009 UD113             | 22 d'octubre de 2009   | Catalina             | CSS                    |
| 419211 | 2009 UJ113             | 21 d'octubre de 2009   | Mount Lemmon         | Mt. Lemmon Survey      |
| 419212 | 2009 UY117             | 14 d'octubre de 2009   | XuYi                 | PMO NEO Survey Program |
| 419213 | 2009 UB130             | 29 d'octubre de 2009   | La Sagra             | OAM                    |
| 419214 | 2009 UO132             | 16 d'octubre de 2009   | Catalina             | CSS                    |
| 419215 | 2009 UR133             | 22 d'octubre de 2009   | Mount Lemmon         | Mt. Lemmon Survey      |
| 419216 | 2009 UY134             | 23 d'octubre de 2009   | Zelenchukskaya S     | Zelenchukskaya Stn     |
| 419217 | 2009 UQ137             | 2 de desembre de 2005  | Kitt Peak            | Spacewatch             |
| 419218 | 2009 UQ146             | 26 d'octubre de 2009   | Mount Lemmon         | Mt. Lemmon Survey      |
| 419219 | 2009 UB150             | 27 d'octubre de 2009   | La Sagra             | OAM                    |
| 419220 | 2009 UN151             | 16 d'octubre de 2009   | Mount Lemmon         | Mt. Lemmon Survey      |
| 419221 | 2009 UY151             | 18 d'octubre de 2009   | Socorro              | LINEAR                 |
| 419222 | 2009 UV152             | 22 d'octubre de 2009   | Mount Lemmon         | Mt. Lemmon Survey      |
| 419223 | 2009 UM154             | 16 d'octubre de 2009   | Mount Lemmon         | Mt. Lemmon Survey      |
| 419224 | 2009 UV154             | 23 d'octubre de 2009   | Mount Lemmon         | Mt. Lemmon Survey      |
| 419225 | 2009 VP4               | 8 de novembre de 2009  | Kitt Peak            | Spacewatch             |
| 419226 | 2009 VF7               | 30 d'octubre de 2009   | Mount Lemmon         | Mt. Lemmon Survey      |
| 419227 | 2009 VL7               | 8 de novembre de 2009  | Catalina             | CSS                    |
| 419228 | 2009 VT9               | 23 d'octubre de 2009   | Mount Lemmon         | Mt. Lemmon Survey      |
| 419229 | 2009 VP11              | 12 de maig de 2007     | Kitt Peak            | Spacewatch             |
| 419230 | 2009 VB17              | 8 de novembre de 2009  | Mount Lemmon         | Mt. Lemmon Survey      |
| 419231 | 2009 VO23              | 9 de novembre de 2009  | Catalina             | CSS                    |
| 419232 | 2009 VT23              | 9 de novembre de 2009  | Mount Lemmon         | Mt. Lemmon Survey      |
| 419233 | 2009 VW23              | 20 de desembre de 2004 | Mount Lemmon         | Mt. Lemmon Survey      |
| 419234 | 2009 VB24              | 9 de novembre de 2009  | Mount Lemmon         | Mt. Lemmon Survey      |
| 419235 | 2009 VE24              | 26 d'octubre de 2009   | Mount Lemmon         | Mt. Lemmon Survey      |
| 419236 | 2009 VN29              | 24 d'octubre de 2009   | Kitt Peak            | Spacewatch             |
| 419237 | 2009 VX30              | 9 de novembre de 2009  | Mount Lemmon         | Mt. Lemmon Survey      |
| 419238 | 2009 VO31              | 9 d'octubre de 2004    | Kitt Peak            | Spacewatch             |
| 419239 | 2009 VJ39              | 22 d'octubre de 2009   | Catalina             | CSS                    |
| 419240 | 2009 VY39              | 11 de novembre de 2009 | Kitt Peak            | Spacewatch             |
| 419241 | 2009 VW41              | 9 de novembre de 2009  | Mount Lemmon         | Mt. Lemmon Survey      |
| 419242 | 2009 VU42              | 21 d'octubre de 2009   | Mount Lemmon         | Mt. Lemmon Survey      |
| 419243 | 2009 VR43              | 9 de novembre de 2009  | Mount Lemmon         | Mt. Lemmon Survey      |
| 419244 | 2009 VY47              | 25 d'octubre de 2009   | Kitt Peak            | Spacewatch             |
| 419245 | 2009 VS50              | 15 de novembre de 2009 | La Sagra             | OAM                    |
| 419246 | 2009 VP52              | 24 d'octubre de 2009   | Kitt Peak            | Spacewatch             |
| 419247 | 2009 VO59              | 14 d'octubre de 2009   | Mount Lemmon         | Mt. Lemmon Survey      |
| 419248 | 2009 VT61              | 8 de novembre de 2009  | Kitt Peak            | Spacewatch             |
| 419249 | 2009 VJ62              | 20 de setembre de 2009 | Mount Lemmon         | Mt. Lemmon Survey      |
| 419250 | 2009 VP62              | 8 de novembre de 2009  | Kitt Peak            | Spacewatch             |
| 419251 | 2009 VS63              | 8 de novembre de 2009  | Mount Lemmon         | Mt. Lemmon Survey      |
| 419252 | 2009 VD64              | 16 d'octubre de 2009   | Mount Lemmon         | Mt. Lemmon Survey      |
| 419253 | 2009 VB68              | 14 d'abril de 2007     | Kitt Peak            | Spacewatch             |
| 419254 | 2009 VE70              | 9 de novembre de 2009  | Mount Lemmon         | Mt. Lemmon Survey      |
| 419255 | 2009 VW77              | 9 de novembre de 2009  | Catalina             | CSS                    |
| 419256 | 2009 VP81              | 24 d'octubre de 2009   | Kitt Peak            | Spacewatch             |
| 419257 | 2009 VK85              | 5 d'octubre de 2003    | Kitt Peak            | Spacewatch             |
| 419258 | 2009 VP87              | 10 de novembre de 2009 | Kitt Peak            | Spacewatch             |
| 419259 | 2009 VX92              | 11 de novembre de 2009 | Catalina             | CSS                    |
| 419260 | 2009 VA94              | 14 d'octubre de 2009   | Mount Lemmon         | Mt. Lemmon Survey      |
| 419261 | 2009 VT94              | 9 de novembre de 2009  | Kitt Peak            | Spacewatch             |
| 419262 | 2009 VT99              | 17 d'octubre de 2009   | Mount Lemmon         | Mt. Lemmon Survey      |
| 419263 | 2009 VH100             | 10 de novembre de 2009 | Kitt Peak            | Spacewatch             |
| 419264 | 2009 VX101             | 26 d'octubre de 2009   | Kitt Peak            | Spacewatch             |
| 419265 | 2009 VU105             | 15 de juliol de 2004   | Siding Spring        | Siding Spring Survey   |
| 419266 | 2009 VR108             | 9 de novembre de 2009  | Catalina             | CSS                    |
| 419267 | 2009 VS109             | 9 de novembre de 2009  | Catalina             | CSS                    |
| 419268 | 2009 VW110             | 10 de novembre de 2009 | Mount Lemmon         | Mt. Lemmon Survey      |
| 419269 | 2009 VU112             | 8 de novembre de 2009  | Mount Lemmon         | Mt. Lemmon Survey      |
| 419270 | 2009 VS114             | 11 de novembre de 2009 | Mount Lemmon         | Mt. Lemmon Survey      |
| 419271 | 2009 VX115             | 8 de novembre de 2009  | Kitt Peak            | Spacewatch             |
| 419272 | 2009 WC1               | 17 de novembre de 2009 | Kitt Peak            | Spacewatch             |
| 419273 | 2009 WN3               | 23 d'octubre de 2009   | Mount Lemmon         | Mt. Lemmon Survey      |
| 419274 | 2009 WY3               | 10 de març de 2007     | Mount Lemmon         | Mt. Lemmon Survey      |
| 419275 | 2009 WE10              | 19 de novembre de 2009 | Socorro              | LINEAR                 |
| 419276 | 2009 WW10              | 18 de novembre de 2009 | Dauban               | F. Kugel               |
| 419277 | 2009 WU11              | 22 de setembre de 2009 | Mount Lemmon         | Mt. Lemmon Survey      |
| 419278 | 2009 WD12              | 22 d'octubre de 2009   | Mount Lemmon         | Mt. Lemmon Survey      |
| 419279 | 2009 WL12              | 22 d'octubre de 2009   | Mount Lemmon         | Mt. Lemmon Survey      |
| 419280 | 2009 WT12              | 1 de febrer de 2006    | Kitt Peak            | Spacewatch             |
| 419281 | 2009 WB15              | 16 de novembre de 2009 | Mount Lemmon         | Mt. Lemmon Survey      |
| 419282 | 2009 WV15              | 16 de novembre de 2009 | Mount Lemmon         | Mt. Lemmon Survey      |
| 419283 | 2009 WM21              | 12 d'octubre de 2009   | Mount Lemmon         | Mt. Lemmon Survey      |
| 419284 | 2009 WM22              | 18 de novembre de 2009 | Kitt Peak            | Spacewatch             |
| 419285 | 2009 WW23              | 16 de novembre de 2009 | Tzec Maun            | Tzec Maun              |
| 419286 | 2009 WN24              | 23 d'octubre de 2009   | Mount Lemmon         | Mt. Lemmon Survey      |
| 419287 | 2009 WQ28              | 17 d'octubre de 2009   | Mount Lemmon         | Mt. Lemmon Survey      |
| 419288 | 2009 WR30              | 16 de novembre de 2009 | Kitt Peak            | Spacewatch             |
| 419289 | 2009 WD31              | 16 de novembre de 2009 | Kitt Peak            | Spacewatch             |
| 419290 | 2009 WB33              | 16 de novembre de 2009 | Kitt Peak            | Spacewatch             |
| 419291 | 2009 WQ33              | 29 de novembre de 1999 | Kitt Peak            | Spacewatch             |
| 419292 | 2009 WV33              | 8 de novembre de 2009  | Kitt Peak            | Spacewatch             |
| 419293 | 2009 WH34              | 16 de novembre de 2009 | Kitt Peak            | Spacewatch             |
| 419294 | 2009 WR34              | 16 de novembre de 2009 | Kitt Peak            | Spacewatch             |
| 419295 | 2009 WG35              | 19 de setembre de 2009 | Kitt Peak            | Spacewatch             |
| 419296 | 2009 WX35              | 17 de novembre de 2009 | Kitt Peak            | Spacewatch             |
| 419297 | 2009 WK40              | 8 de novembre de 2009  | Mount Lemmon         | Mt. Lemmon Survey      |
| 419298 | 2009 WQ41              | 17 de novembre de 2009 | Kitt Peak            | Spacewatch             |
| 419299 | 2009 WX42              | 17 de novembre de 2009 | Catalina             | CSS                    |
| 419300 | 2009 WA47              | 24 d'octubre de 2009   | Mount Lemmon         | Mt. Lemmon Survey      |

## 419301-419400
| Nom    | Designació provisional | Data de descobriment   | Lloc de descobriment | Descobridor/s     |
| ------ | ---------------------- | ---------------------- | -------------------- | ----------------- |
| 419301 | 2009 WG47              | 18 de novembre de 2009 | La Sagra             | OAM               |
| 419302 | 2009 WE48              | 19 de novembre de 2009 | Kitt Peak            | Spacewatch        |
| 419303 | 2009 WC49              | 19 de novembre de 2009 | Kitt Peak            | Spacewatch        |
| 419304 | 2009 WV50              | 20 de novembre de 2009 | Kitt Peak            | Spacewatch        |
| 419305 | 2009 WO59              | 29 de desembre de 2005 | Mount Lemmon         | Mt. Lemmon Survey |
| 419306 | 2009 WN61              | 30 de desembre de 2005 | Kitt Peak            | Spacewatch        |
| 419307 | 2009 WL66              | 23 d'octubre de 2009   | Mount Lemmon         | Mt. Lemmon Survey |
| 419308 | 2009 WQ71              | 18 de novembre de 2009 | Kitt Peak            | Spacewatch        |
| 419309 | 2009 WM72              | 18 de novembre de 2009 | Kitt Peak            | Spacewatch        |
| 419310 | 2009 WN74              | 10 de novembre de 2009 | Kitt Peak            | Spacewatch        |
| 419311 | 2009 WS75              | 18 de novembre de 2009 | Kitt Peak            | Spacewatch        |
| 419312 | 2009 WZ75              | 18 de novembre de 2009 | Kitt Peak            | Spacewatch        |
| 419313 | 2009 WZ79              | 18 de novembre de 2009 | Kitt Peak            | Spacewatch        |
| 419314 | 2009 WN82              | 19 de novembre de 2009 | Kitt Peak            | Spacewatch        |
| 419315 | 2009 WH83              | 9 de novembre de 2009  | Mount Lemmon         | Mt. Lemmon Survey |
| 419316 | 2009 WJ83              | 19 de novembre de 2009 | Kitt Peak            | Spacewatch        |
| 419317 | 2009 WN85              | 19 de novembre de 2009 | Kitt Peak            | Spacewatch        |
| 419318 | 2009 WM87              | 19 de novembre de 2009 | Kitt Peak            | Spacewatch        |
| 419319 | 2009 WS90              | 12 d'octubre de 2009   | Mount Lemmon         | Mt. Lemmon Survey |
| 419320 | 2009 WY93              | 19 de setembre de 2003 | Kitt Peak            | Spacewatch        |
| 419321 | 2009 WG96              | 8 de novembre de 2009  | Kitt Peak            | Spacewatch        |
| 419322 | 2009 WO101             | 22 de novembre de 2009 | Catalina             | CSS               |
| 419323 | 2009 WU104             | 18 de setembre de 2003 | Kitt Peak            | Spacewatch        |
| 419324 | 2009 WV104             | 8 de novembre de 2009  | Catalina             | CSS               |
| 419325 | 2009 WY110             | 11 d'abril de 2007     | Catalina             | CSS               |
| 419326 | 2009 WR119             | 20 de novembre de 2009 | Kitt Peak            | Spacewatch        |
| 419327 | 2009 WR128             | 3 de novembre de 2004  | Kitt Peak            | Spacewatch        |
| 419328 | 2009 WZ131             | 27 d'agost de 2009     | Kitt Peak            | Spacewatch        |
| 419329 | 2009 WX133             | 27 d'octubre de 2009   | Kitt Peak            | Spacewatch        |
| 419330 | 2009 WO134             | 22 de novembre de 2009 | Catalina             | CSS               |
| 419331 | 2009 WE149             | 19 de novembre de 2009 | Mount Lemmon         | Mt. Lemmon Survey |
| 419332 | 2009 WW156             | 27 de gener de 2006    | Mount Lemmon         | Mt. Lemmon Survey |
| 419333 | 2009 WW160             | 21 de novembre de 2009 | Kitt Peak            | Spacewatch        |
| 419334 | 2009 WC161             | 21 de novembre de 2009 | Mount Lemmon         | Mt. Lemmon Survey |
| 419335 | 2009 WS164             | 24 de novembre de 2003 | Anderson Mesa        | LONEOS            |
| 419336 | 2009 WF166             | 9 de novembre de 2009  | Kitt Peak            | Spacewatch        |
| 419337 | 2009 WT169             | 22 de novembre de 2009 | Kitt Peak            | Spacewatch        |
| 419338 | 2009 WN171             | 22 de novembre de 2009 | Mount Lemmon         | Mt. Lemmon Survey |
| 419339 | 2009 WN172             | 9 de novembre de 2009  | Catalina             | CSS               |
| 419340 | 2009 WN176             | 23 de novembre de 2009 | Kitt Peak            | Spacewatch        |
| 419341 | 2009 WH177             | 23 de novembre de 2009 | Kitt Peak            | Spacewatch        |
| 419342 | 2009 WX180             | 7 de gener de 2006     | Kitt Peak            | Spacewatch        |
| 419343 | 2009 WP181             | 23 de novembre de 2009 | Kitt Peak            | Spacewatch        |
| 419344 | 2009 WE182             | 23 de novembre de 2009 | Kitt Peak            | Spacewatch        |
| 419345 | 2009 WJ185             | 24 de novembre de 2009 | Mount Lemmon         | Mt. Lemmon Survey |
| 419346 | 2009 WT185             | 24 de novembre de 2009 | Mount Lemmon         | Mt. Lemmon Survey |
| 419347 | 2009 WS186             | 24 de novembre de 2009 | Mount Lemmon         | Mt. Lemmon Survey |
| 419348 | 2009 WS187             | 3 d'octubre de 2003    | Kitt Peak            | Spacewatch        |
| 419349 | 2009 WO198             | 26 de novembre de 2009 | Mount Lemmon         | Mt. Lemmon Survey |
| 419350 | 2009 WQ200             | 26 de novembre de 2009 | Mount Lemmon         | Mt. Lemmon Survey |
| 419351 | 2009 WM208             | 26 d'octubre de 2009   | Mount Lemmon         | Mt. Lemmon Survey |
| 419352 | 2009 WB209             | 17 de novembre de 2009 | Kitt Peak            | Spacewatch        |
| 419353 | 2009 WN209             | 9 de novembre de 2009  | Kitt Peak            | Spacewatch        |
| 419354 | 2009 WN215             | 15 de setembre de 2009 | Kitt Peak            | Spacewatch        |
| 419355 | 2009 WE222             | 25 de desembre de 2005 | Mount Lemmon         | Mt. Lemmon Survey |
| 419356 | 2009 WO224             | 22 de novembre de 2000 | Kitt Peak            | Spacewatch        |
| 419357 | 2009 WV249             | 17 de novembre de 2009 | Kitt Peak            | Spacewatch        |
| 419358 | 2009 WE250             | 17 de novembre de 2009 | Kitt Peak            | Spacewatch        |
| 419359 | 2009 WA254             | 9 de novembre de 2009  | Mount Lemmon         | Mt. Lemmon Survey |
| 419360 | 2009 WB257             | 28 d'agost de 2009     | Kitt Peak            | Spacewatch        |
| 419361 | 2009 WA260             | 21 de novembre de 2009 | Kitt Peak            | Spacewatch        |
| 419362 | 2009 WD260             | 21 de novembre de 2009 | Mount Lemmon         | Mt. Lemmon Survey |
| 419363 | 2009 WL260             | 25 de novembre de 2009 | Mount Lemmon         | Mt. Lemmon Survey |
| 419364 | 2009 WE264             | 16 de novembre de 2009 | Mount Lemmon         | Mt. Lemmon Survey |
| 419365 | 2009 XF1               | 10 de desembre de 2009 | Mayhill              | Mayhill           |
| 419366 | 2009 XP1               | 10 de desembre de 2009 | Tzec Maun            | Tzec Maun         |
| 419367 | 2009 XQ3               | 9 de desembre de 2009  | La Sagra             | OAM               |
| 419368 | 2009 XL4               | 10 de desembre de 2009 | Mount Lemmon         | Mt. Lemmon Survey |
| 419369 | 2009 XT8               | 27 de novembre de 2009 | Mount Lemmon         | Mt. Lemmon Survey |
| 419370 | 2009 XU12              | 11 de desembre de 1998 | Kitt Peak            | Spacewatch        |
| 419371 | 2009 XJ13              | 11 de desembre de 2009 | Mount Lemmon         | Mt. Lemmon Survey |
| 419372 | 2009 XC14              | 26 d'octubre de 2009   | Kitt Peak            | Spacewatch        |
| 419373 | 2009 XO14              | 15 de desembre de 2009 | Mount Lemmon         | Mt. Lemmon Survey |
| 419374 | 2009 XB16              | 15 de desembre de 2009 | Mount Lemmon         | Mt. Lemmon Survey |
| 419375 | 2009 XK16              | 15 de desembre de 2009 | Mount Lemmon         | Mt. Lemmon Survey |
| 419376 | 2009 XJ21              | 10 de desembre de 2009 | Mount Lemmon         | Mt. Lemmon Survey |
| 419377 | 2009 YR2               | 17 de desembre de 2009 | Mount Lemmon         | Mt. Lemmon Survey |
| 419378 | 2009 YP5               | 17 de desembre de 2009 | Mount Lemmon         | Mt. Lemmon Survey |
| 419379 | 2009 YN9               | 19 de novembre de 2009 | Mount Lemmon         | Mt. Lemmon Survey |
| 419380 | 2009 YT9               | 17 de desembre de 2009 | Mount Lemmon         | Mt. Lemmon Survey |
| 419381 | 2009 YX11              | 18 de desembre de 2009 | Mount Lemmon         | Mt. Lemmon Survey |
| 419382 | 2009 YM12              | 18 de desembre de 2009 | Mount Lemmon         | Mt. Lemmon Survey |
| 419383 | 2009 YO12              | 18 de desembre de 2009 | Mount Lemmon         | Mt. Lemmon Survey |
| 419384 | 2009 YU12              | 18 de desembre de 2009 | Mount Lemmon         | Mt. Lemmon Survey |
| 419385 | 2009 YA21              | 11 de novembre de 2009 | Mount Lemmon         | Mt. Lemmon Survey |
| 419386 | 2009 YM21              | 27 de desembre de 2009 | Kitt Peak            | Spacewatch        |
| 419387 | 2009 YT21              | 27 de desembre de 2009 | Kitt Peak            | Spacewatch        |
| 419388 | 2009 YM22              | 21 de novembre de 2009 | Mount Lemmon         | Mt. Lemmon Survey |
| 419389 | 2010 AA6               | 25 de novembre de 2009 | Kitt Peak            | Spacewatch        |
| 419390 | 2010 AT10              | 19 de desembre de 2009 | Mount Lemmon         | Mt. Lemmon Survey |
| 419391 | 2010 AO11              | 6 de gener de 2010     | Mount Lemmon         | Mt. Lemmon Survey |
| 419392 | 2010 AA12              | 6 de gener de 2010     | Catalina             | CSS               |
| 419393 | 2010 AO13              | 7 de gener de 2010     | Kitt Peak            | Spacewatch        |
| 419394 | 2010 AN22              | 6 de gener de 2010     | Kitt Peak            | Spacewatch        |
| 419395 | 2010 AA26              | 6 de gener de 2010     | Kitt Peak            | Spacewatch        |
| 419396 | 2010 AZ30              | 18 de desembre de 2009 | Mount Lemmon         | Mt. Lemmon Survey |
| 419397 | 2010 AD32              | 6 de gener de 2010     | Kitt Peak            | Spacewatch        |
| 419398 | 2010 AV33              | 7 de gener de 2010     | Kitt Peak            | Spacewatch        |
| 419399 | 2010 AK35              | 7 de gener de 2010     | Kitt Peak            | Spacewatch        |
| 419400 | 2010 AE38              | 19 de desembre de 2009 | Mount Lemmon         | Mt. Lemmon Survey |

## 419401-419500
| Nom    | Designació provisional | Data de descobriment   | Lloc de descobriment | Descobridor/s        |
| ------ | ---------------------- | ---------------------- | -------------------- | -------------------- |
| 419401 | 2010 AU38              | 8 de gener de 2010     | Kitt Peak            | Spacewatch           |
| 419402 | 2010 AY39              | 7 de gener de 2010     | Socorro              | LINEAR               |
| 419403 | 2010 AY41              | 6 de gener de 2010     | Catalina             | CSS                  |
| 419404 | 2010 AM44              | 7 de gener de 2010     | Kitt Peak            | Spacewatch           |
| 419405 | 2010 AX48              | 8 de gener de 2010     | Kitt Peak            | Spacewatch           |
| 419406 | 2010 AG55              | 8 de gener de 2010     | Kitt Peak            | Spacewatch           |
| 419407 | 2010 AC59              | 29 de setembre de 2009 | Mount Lemmon         | Mt. Lemmon Survey    |
| 419408 | 2010 AS59              | 6 de gener de 2010     | Catalina             | CSS                  |
| 419409 | 2010 AT64              | 10 de gener de 2010    | Kitt Peak            | Spacewatch           |
| 419410 | 2010 AR66              | 11 de gener de 2010    | Kitt Peak            | Spacewatch           |
| 419411 | 2010 AV66              | 11 de gener de 2010    | Kitt Peak            | Spacewatch           |
| 419412 | 2010 AM67              | 12 de gener de 2010    | Kitt Peak            | Spacewatch           |
| 419413 | 2010 AK70              | 12 de març de 2005     | Socorro              | LINEAR               |
| 419414 | 2010 AS74              | 13 de gener de 2010    | Socorro              | LINEAR               |
| 419415 | 2010 AF78              | 30 d'octubre de 2009   | Mount Lemmon         | Mt. Lemmon Survey    |
| 419416 | 2010 AN79              | 8 de gener de 2010     | Kitt Peak            | Spacewatch           |
| 419417 | 2010 AY79              | 13 de gener de 2010    | Catalina             | CSS                  |
| 419418 | 2010 AF81              | 7 de gener de 2010     | Kitt Peak            | Spacewatch           |
| 419419 | 2010 AR103             | 12 de gener de 2010    | WISE                 | WISE                 |
| 419420 | 2010 AY103             | 12 de gener de 2010    | WISE                 | WISE                 |
| 419421 | 2010 AC116             | 27 de desembre de 2005 | Kitt Peak            | Spacewatch           |
| 419422 | 2010 BA                | 16 de gener de 2010    | Bisei SG Center      | BATTeRS              |
| 419423 | 2010 BA3               | 19 de gener de 2010    | Črni Vrh             | Crni Vrh             |
| 419424 | 2010 BB6               | 20 de gener de 2010    | Siding Spring        | Siding Spring Survey |
| 419425 | 2010 BC6               | 20 de gener de 2010    | Siding Spring        | Siding Spring Survey |
| 419426 | 2010 BU6               | 16 de gener de 2010    | WISE                 | WISE                 |
| 419427 | 2010 BD8               | 16 de gener de 2010    | WISE                 | WISE                 |
| 419428 | 2010 BR59              | 24 d'octubre de 2009   | Kitt Peak            | Spacewatch           |
| 419429 | 2010 BW62              | 21 d'octubre de 2009   | Catalina             | CSS                  |
| 419430 | 2010 CD5               | 8 de febrer de 2010    | Kitt Peak            | Spacewatch           |
| 419431 | 2010 CC33              | 10 de febrer de 2010   | Kitt Peak            | Spacewatch           |
| 419432 | 2010 CN33              | 8 de març de 2005      | Mount Lemmon         | Mt. Lemmon Survey    |
| 419433 | 2010 CL35              | 10 de febrer de 2010   | Kitt Peak            | Spacewatch           |
| 419434 | 2010 CY42              | 9 de febrer de 2010    | Catalina             | CSS                  |
| 419435 | 2010 CW43              | 14 de febrer de 2010   | Nogales              | J.-C. Merlin         |
| 419436 | 2010 CT56              | 13 de febrer de 2010   | Socorro              | LINEAR               |
| 419437 | 2010 CV58              | 13 de febrer de 2010   | Socorro              | LINEAR               |
| 419438 | 2010 CP73              | 23 de setembre de 2008 | Catalina             | CSS                  |
| 419439 | 2010 CP74              | 13 de gener de 2005    | Kitt Peak            | Spacewatch           |
| 419440 | 2010 CQ75              | 13 de febrer de 2010   | Catalina             | CSS                  |
| 419441 | 2010 CS76              | 13 de febrer de 2010   | Kitt Peak            | Spacewatch           |
| 419442 | 2010 CN82              | 13 de febrer de 2010   | Kitt Peak            | Spacewatch           |
| 419443 | 2010 CS82              | 13 de febrer de 2010   | Kitt Peak            | Spacewatch           |
| 419444 | 2010 CN85              | 14 de febrer de 2010   | Kitt Peak            | Spacewatch           |
| 419445 | 2010 CF99              | 14 de febrer de 2010   | Kitt Peak            | Spacewatch           |
| 419446 | 2010 CZ100             | 14 de febrer de 2010   | Mount Lemmon         | Mt. Lemmon Survey    |
| 419447 | 2010 CX117             | 15 de febrer de 2010   | Kitt Peak            | Spacewatch           |
| 419448 | 2010 CO124             | 26 d'octubre de 2009   | Kitt Peak            | Spacewatch           |
| 419449 | 2010 CE128             | 16 de desembre de 2003 | Kitt Peak            | Spacewatch           |
| 419450 | 2010 CW128             | 9 de febrer de 2010    | Catalina             | CSS                  |
| 419451 | 2010 CJ129             | 11 de febrer de 2010   | La Sagra             | OAM                  |
| 419452 | 2010 CC138             | 9 de febrer de 2010    | Kitt Peak            | Spacewatch           |
| 419453 | 2010 CN139             | 13 de febrer de 2010   | Kitt Peak            | Spacewatch           |
| 419454 | 2010 CX141             | 6 de gener de 2010     | Catalina             | CSS                  |
| 419455 | 2010 CY141             | 20 de desembre de 2009 | Kitt Peak            | Spacewatch           |
| 419456 | 2010 CJ142             | 6 de febrer de 2010    | Mount Lemmon         | Mt. Lemmon Survey    |
| 419457 | 2010 CQ144             | 13 de febrer de 2010   | Catalina             | CSS                  |
| 419458 | 2010 CC146             | 15 de febrer de 2010   | Catalina             | CSS                  |
| 419459 | 2010 CX147             | 13 de febrer de 2010   | Kitt Peak            | Spacewatch           |
| 419460 | 2010 CJ148             | 14 de febrer de 2010   | Mount Lemmon         | Mt. Lemmon Survey    |
| 419461 | 2010 CJ153             | 14 de febrer de 2010   | Catalina             | CSS                  |
| 419462 | 2010 CW157             | 15 de febrer de 2010   | Kitt Peak            | Spacewatch           |
| 419463 | 2010 CX157             | 15 de febrer de 2010   | Kitt Peak            | Spacewatch           |
| 419464 | 2010 CC180             | 12 de febrer de 2010   | La Sagra             | OAM                  |
| 419465 | 2010 CK180             | 15 de febrer de 2010   | Catalina             | CSS                  |
| 419466 | 2010 CO181             | 14 de febrer de 2010   | Haleakala            | Pan-STARRS 1         |
| 419467 | 2010 CA182             | 10 d'agost de 2007     | Kitt Peak            | Spacewatch           |
| 419468 | 2010 CS183             | 18 de novembre de 2008 | Catalina             | CSS                  |
| 419469 | 2010 CA184             | 15 de febrer de 2010   | Catalina             | CSS                  |
| 419470 | 2010 CE185             | 15 de febrer de 2010   | Socorro              | LINEAR               |
| 419471 | 2010 CQ204             | 4 de febrer de 2010    | WISE                 | WISE                 |
| 419472 | 2010 DW1               | 17 de febrer de 2010   | Socorro              | LINEAR               |
| 419473 | 2010 DS5               | 7 d'octubre de 2008    | Mount Lemmon         | Mt. Lemmon Survey    |
| 419474 | 2010 DN32              | 18 de febrer de 2010   | WISE                 | WISE                 |
| 419475 | 2010 DE37              | 16 de febrer de 2010   | Kitt Peak            | Spacewatch           |
| 419476 | 2010 DY40              | 17 de febrer de 2010   | Mount Lemmon         | Mt. Lemmon Survey    |
| 419477 | 2010 DD42              | 17 de febrer de 2010   | Mount Lemmon         | Mt. Lemmon Survey    |
| 419478 | 2010 DN43              | 17 de febrer de 2010   | Kitt Peak            | Spacewatch           |
| 419479 | 2010 DS49              | 19 de febrer de 2010   | Mount Lemmon         | Mt. Lemmon Survey    |
| 419480 | 2010 DC52              | 21 de febrer de 2010   | WISE                 | WISE                 |
| 419481 | 2010 DE61              | 10 de desembre de 2009 | Mount Lemmon         | Mt. Lemmon Survey    |
| 419482 | 2010 DW66              | 13 de desembre de 2009 | Mount Lemmon         | Mt. Lemmon Survey    |
| 419483 | 2010 DA75              | 17 de febrer de 2010   | Kitt Peak            | Spacewatch           |
| 419484 | 2010 EJ7               | 8 de maig de 2006      | Mount Lemmon         | Mt. Lemmon Survey    |
| 419485 | 2010 EK9               | 30 de juliol de 2008   | Kitt Peak            | Spacewatch           |
| 419486 | 2010 EK16              | 6 de març de 2010      | WISE                 | WISE                 |
| 419487 | 2010 EM29              | 4 de març de 2010      | Kitt Peak            | Spacewatch           |
| 419488 | 2010 EB30              | 5 de març de 2010      | Catalina             | CSS                  |
| 419489 | 2010 EH36              | 20 de desembre de 2009 | Kitt Peak            | Spacewatch           |
| 419490 | 2010 ET43              | 12 de març de 2010     | Dauban               | F. Kugel             |
| 419491 | 2010 EY45              | 14 de març de 2010     | Catalina             | CSS                  |
| 419492 | 2010 ES75              | 12 de març de 2010     | Kitt Peak            | Spacewatch           |
| 419493 | 2010 EF105             | 5 de març de 2010      | Catalina             | CSS                  |
| 419494 | 2010 EF108             | 13 de març de 2010     | Kitt Peak            | Spacewatch           |
| 419495 | 2010 EJ124             | 12 de març de 2010     | Kitt Peak            | Spacewatch           |
| 419496 | 2010 ES124             | 12 de març de 2010     | Mount Lemmon         | Mt. Lemmon Survey    |
| 419497 | 2010 EC126             | 13 de març de 2010     | Catalina             | CSS                  |
| 419498 | 2010 ES126             | 15 de març de 2010     | La Sagra             | OAM                  |
| 419499 | 2010 EV127             | 14 de març de 2010     | Catalina             | CSS                  |
| 419500 | 2010 EP140             | 15 de març de 2010     | Catalina             | CSS                  |

## 419501-419600
| Nom    | Designació provisional | Data de descobriment   | Lloc de descobriment | Descobridor/s          |
| ------ | ---------------------- | ---------------------- | -------------------- | ---------------------- |
| 419501 | 2010 FZ25              | 11 d'octubre de 2007   | Kitt Peak            | Spacewatch             |
| 419502 | 2010 FY27              | 20 de març de 2010     | Catalina             | CSS                    |
| 419503 | 2010 FE83              | 19 de març de 2010     | Kitt Peak            | Spacewatch             |
| 419504 | 2010 FG83              | 19 de març de 2010     | Catalina             | CSS                    |
| 419505 | 2010 FG98              | 18 de març de 2010     | Mount Lemmon         | Mt. Lemmon Survey      |
| 419506 | 2010 GE11              | 2 d'abril de 2010      | WISE                 | WISE                   |
| 419507 | 2010 GW27              | 5 d'abril de 2010      | Bergisch Gladbac     | W. Bickel              |
| 419508 | 2010 GR62              | 12 d'abril de 2010     | Socorro              | LINEAR                 |
| 419509 | 2010 GB66              | 6 d'abril de 2010      | Mount Lemmon         | Mt. Lemmon Survey      |
| 419510 | 2010 GB113             | 31 de desembre de 2008 | Catalina             | CSS                    |
| 419511 | 2010 GR116             | 10 d'abril de 2010     | Mount Lemmon         | Mt. Lemmon Survey      |
| 419512 | 2010 GV145             | 17 de març de 2010     | Catalina             | CSS                    |
| 419513 | 2010 GY163             | 27 d'octubre de 2008   | Kitt Peak            | Spacewatch             |
| 419514 | 2010 GY172             | 21 de desembre de 2008 | Socorro              | LINEAR                 |
| 419515 | 2010 HS10              | 17 d'abril de 2010     | WISE                 | WISE                   |
| 419516 | 2010 HN14              | 18 d'abril de 2010     | WISE                 | WISE                   |
| 419517 | 2010 HU22              | 25 d'abril de 2010     | WISE                 | WISE                   |
| 419518 | 2010 HS27              | 19 d'abril de 2010     | WISE                 | WISE                   |
| 419519 | 2010 HZ100             | 30 d'abril de 2010     | WISE                 | WISE                   |
| 419520 | 2010 JG1               | 5 de maig de 2010      | Catalina             | CSS                    |
| 419521 | 2010 JQ34              | 7 de maig de 2010      | Sierra Stars         | Sierra Stars           |
| 419522 | 2010 JU38              | 7 d'octubre de 2005    | Mount Lemmon         | Mt. Lemmon Survey      |
| 419523 | 2010 JA65              | 8 de maig de 2010      | WISE                 | WISE                   |
| 419524 | 2010 JV80              | 10 de maig de 2010     | WISE                 | WISE                   |
| 419525 | 2010 JD82              | 10 d'abril de 2010     | Kitt Peak            | Spacewatch             |
| 419526 | 2010 JH123             | 13 de maig de 2010     | WISE                 | WISE                   |
| 419527 | 2010 KN4               | 16 de maig de 2010     | WISE                 | WISE                   |
| 419528 | 2010 KA33              | 26 de juliol de 1995   | Kitt Peak            | Spacewatch             |
| 419529 | 2010 KL73              | 25 de maig de 2010     | WISE                 | WISE                   |
| 419530 | 2010 KF78              | 25 de maig de 2010     | WISE                 | WISE                   |
| 419531 | 2010 KT88              | 27 de maig de 2010     | WISE                 | WISE                   |
| 419532 | 2010 KM94              | 27 de maig de 2010     | WISE                 | WISE                   |
| 419533 | 2010 KJ104             | 29 de maig de 2010     | WISE                 | WISE                   |
| 419534 | 2010 KT117             | 17 de maig de 2010     | La Sagra             | OAM                    |
| 419535 | 2010 LS4               | 1 de juny de 2010      | WISE                 | WISE                   |
| 419536 | 2010 LE82              | 11 de juny de 2010     | WISE                 | WISE                   |
| 419537 | 2010 MO6               | 16 de juny de 2010     | WISE                 | WISE                   |
| 419538 | 2010 MF14              | 17 de juny de 2010     | WISE                 | WISE                   |
| 419539 | 2010 MA65              | 25 de juny de 2010     | WISE                 | WISE                   |
| 419540 | 2010 NO3               | 18 de juny de 2010     | Mount Lemmon         | Mt. Lemmon Survey      |
| 419541 | 2010 NH6               | 20 de juny de 2010     | Mount Lemmon         | Mt. Lemmon Survey      |
| 419542 | 2010 NX21              | 6 de juliol de 2010    | WISE                 | WISE                   |
| 419543 | 2010 OC4               | 16 de juliol de 2010   | WISE                 | WISE                   |
| 419544 | 2010 OX34              | 20 de juliol de 2010   | WISE                 | WISE                   |
| 419545 | 2010 OS50              | 18 de desembre de 2003 | Socorro              | LINEAR                 |
| 419546 | 2010 OG64              | 2 de febrer de 2009    | Kitt Peak            | Spacewatch             |
| 419547 | 2010 OV74              | 18 de gener de 2009    | Catalina             | CSS                    |
| 419548 | 2010 OR81              | 4 d'octubre de 2006    | Mount Lemmon         | Mt. Lemmon Survey      |
| 419549 | 2010 OZ83              | 26 de juliol de 2010   | WISE                 | WISE                   |
| 419550 | 2010 OM90              | 27 de juliol de 2010   | WISE                 | WISE                   |
| 419551 | 2010 OM106             | 29 de juliol de 2010   | WISE                 | WISE                   |
| 419552 | 2010 OF118             | 30 de juliol de 2010   | WISE                 | WISE                   |
| 419553 | 2010 PA25              | 7 d'agost de 2010      | Purple Mountain      | PMO NEO Survey Program |
| 419554 | 2010 PA52              | 8 d'agost de 2010      | WISE                 | WISE                   |
| 419555 | 2010 PJ62              | 27 de febrer de 2006   | Kitt Peak            | Spacewatch             |
| 419556 | 2010 PO73              | 7 d'agost de 2010      | La Sagra             | OAM                    |
| 419557 | 2010 PC77              | 12 d'agost de 2010     | Kitt Peak            | Spacewatch             |
| 419558 | 2010 PO77              | 21 de juny de 2010     | Mount Lemmon         | Mt. Lemmon Survey      |
| 419559 | 2010 QA1               | 16 d'agost de 2010     | La Sagra             | OAM                    |
| 419560 | 2010 QX3               | 9 de febrer de 2005    | Kitt Peak            | Spacewatch             |
| 419561 | 2010 RL4               | 23 de novembre de 2003 | Kitt Peak            | Spacewatch             |
| 419562 | 2010 RF5               | 1 de setembre de 2010  | ESA OGS              | ESA OGS                |
| 419563 | 2010 RS7               | 2 de setembre de 2010  | Mount Lemmon         | Mt. Lemmon Survey      |
| 419564 | 2010 RM9               | 2 de setembre de 2010  | Socorro              | LINEAR                 |
| 419565 | 2010 RT10              | 2 de setembre de 2010  | Mount Lemmon         | Mt. Lemmon Survey      |
| 419566 | 2010 RN12              | 1 de setembre de 2010  | Socorro              | LINEAR                 |
| 419567 | 2010 RX18              | 7 de febrer de 2008    | Mount Lemmon         | Mt. Lemmon Survey      |
| 419568 | 2010 RS47              | 4 de setembre de 2010  | Kitt Peak            | Spacewatch             |
| 419569 | 2010 RQ48              | 11 de gener de 2008    | Kitt Peak            | Spacewatch             |
| 419570 | 2010 RY48              | 4 d'octubre de 1999    | Kitt Peak            | Spacewatch             |
| 419571 | 2010 RL50              | 4 de setembre de 2010  | Kitt Peak            | Spacewatch             |
| 419572 | 2010 RQ50              | 4 de setembre de 2010  | Kitt Peak            | Spacewatch             |
| 419573 | 2010 RE52              | 4 de setembre de 2010  | Kitt Peak            | Spacewatch             |
| 419574 | 2010 RE53              | 6 de setembre de 2010  | Socorro              | LINEAR                 |
| 419575 | 2010 RH53              | 19 de novembre de 2007 | Mount Lemmon         | Mt. Lemmon Survey      |
| 419576 | 2010 RY58              | 8 de març de 2009      | Mount Lemmon         | Mt. Lemmon Survey      |
| 419577 | 2010 RB65              | 2 de setembre de 2010  | La Sagra             | OAM                    |
| 419578 | 2010 RV67              | 5 de setembre de 2010  | Mount Lemmon         | Mt. Lemmon Survey      |
| 419579 | 2010 RL71              | 14 de setembre de 1999 | Kitt Peak            | Spacewatch             |
| 419580 | 2010 RA79              | 30 de gener de 2008    | Mount Lemmon         | Mt. Lemmon Survey      |
| 419581 | 2010 RD80              | 29 de novembre de 1999 | Kitt Peak            | Spacewatch             |
| 419582 | 2010 RQ81              | 11 de setembre de 2010 | La Sagra             | OAM                    |
| 419583 | 2010 RY81              | 11 de setembre de 2010 | Kitt Peak            | Spacewatch             |
| 419584 | 2010 RC94              | 19 de setembre de 2003 | Kitt Peak            | Spacewatch             |
| 419585 | 2010 RN96              | 2 de setembre de 2010  | Mount Lemmon         | Mt. Lemmon Survey      |
| 419586 | 2010 RE98              | 11 de febrer de 2008   | Mount Lemmon         | Mt. Lemmon Survey      |
| 419587 | 2010 RK98              | 28 d'abril de 2009     | Mount Lemmon         | Mt. Lemmon Survey      |
| 419588 | 2010 RA102             | 10 de setembre de 2010 | Kitt Peak            | Spacewatch             |
| 419589 | 2010 RS103             | 10 de setembre de 2010 | Kitt Peak            | Spacewatch             |
| 419590 | 2010 RD105             | 12 de febrer de 2008   | Kitt Peak            | Spacewatch             |
| 419591 | 2010 RC107             | 10 de setembre de 2010 | Kitt Peak            | Spacewatch             |
| 419592 | 2010 RX110             | 11 de setembre de 2010 | Kitt Peak            | Spacewatch             |
| 419593 | 2010 RV111             | 11 de setembre de 2010 | Kitt Peak            | Spacewatch             |
| 419594 | 2010 RS112             | 11 de setembre de 2010 | Kitt Peak            | Spacewatch             |
| 419595 | 2010 RW112             | 20 de novembre de 2003 | Socorro              | LINEAR                 |
| 419596 | 2010 RB113             | 11 de setembre de 2010 | Kitt Peak            | Spacewatch             |
| 419597 | 2010 RH113             | 11 de setembre de 2010 | Kitt Peak            | Spacewatch             |
| 419598 | 2010 RO115             | 11 de setembre de 2010 | Catalina             | CSS                    |
| 419599 | 2010 RT117             | 11 de setembre de 2010 | Kitt Peak            | Spacewatch             |
| 419600 | 2010 RT118             | 11 de setembre de 2010 | Kitt Peak            | Spacewatch             |

## 419601-419700
| Nom    | Designació provisional | Data de descobriment   | Lloc de descobriment | Descobridor/s                        |
| ------ | ---------------------- | ---------------------- | -------------------- | ------------------------------------ |
| 419601 | 2010 RE119             | 19 de desembre de 2007 | Mount Lemmon         | Mt. Lemmon Survey                    |
| 419602 | 2010 RT120             | 11 de setembre de 2010 | Catalina             | CSS                                  |
| 419603 | 2010 RO121             | 24 d'octubre de 2003   | Kitt Peak            | Spacewatch                           |
| 419604 | 2010 RF125             | 19 de febrer de 2009   | Kitt Peak            | Spacewatch                           |
| 419605 | 2010 RJ125             | 29 de novembre de 1999 | Kitt Peak            | Spacewatch                           |
| 419606 | 2010 RQ128             | 14 de setembre de 2010 | Kitt Peak            | Spacewatch                           |
| 419607 | 2010 RJ136             | 18 d'agost de 2006     | Kitt Peak            | Spacewatch                           |
| 419608 | 2010 RM140             | 9 de març de 2005      | Kitt Peak            | Spacewatch                           |
| 419609 | 2010 RX140             | 8 de febrer de 2008    | Kitt Peak            | Spacewatch                           |
| 419610 | 2010 RL141             | 2 de març de 2009      | Kitt Peak            | Spacewatch                           |
| 419611 | 2010 RH142             | 14 de setembre de 2010 | Kitt Peak            | Spacewatch                           |
| 419612 | 2010 RJ146             | 20 d'octubre de 2003   | Kitt Peak            | Spacewatch                           |
| 419613 | 2010 RY149             | 15 de setembre de 2010 | Kitt Peak            | Spacewatch                           |
| 419614 | 2010 RA152             | 4 de setembre de 2010  | Kitt Peak            | Spacewatch                           |
| 419615 | 2010 RS164             | 7 de novembre de 2007  | Kitt Peak            | Spacewatch                           |
| 419616 | 2010 RT166             | 12 d'octubre de 2006   | Kitt Peak            | Spacewatch                           |
| 419617 | 2010 RS173             | 3 de juny de 2006      | Mount Lemmon         | Mt. Lemmon Survey                    |
| 419618 | 2010 RE175             | 9 de setembre de 2010  | Kitt Peak            | Spacewatch                           |
| 419619 | 2010 RC182             | 13 de gener de 2008    | Mount Lemmon         | Mt. Lemmon Survey                    |
| 419620 | 2010 RK182             | 7 de novembre de 2007  | Kitt Peak            | Spacewatch                           |
| 419621 | 2010 SN                | 18 de desembre de 2007 | Mount Lemmon         | Mt. Lemmon Survey                    |
| 419622 | 2010 SQ11              | 30 de setembre de 2003 | Kitt Peak            | Spacewatch                           |
| 419623 | 2010 SR14              | 12 de febrer de 2008   | Kitt Peak            | Spacewatch                           |
| 419624 | 2010 SO16              | 17 de setembre de 2010 | WISE                 | WISE                                 |
| 419625 | 2010 SQ18              | 11 de març de 2005     | Kitt Peak            | Spacewatch                           |
| 419626 | 2010 SY18              | 10 d'octubre de 1999   | Socorro              | LINEAR                               |
| 419627 | 2010 SM22              | 23 de novembre de 2003 | Kitt Peak            | Spacewatch                           |
| 419628 | 2010 SL23              | 19 de setembre de 2010 | Kitt Peak            | Spacewatch                           |
| 419629 | 2010 SS29              | 2 de febrer de 2008    | Mount Lemmon         | Mt. Lemmon Survey                    |
| 419630 | 2010 SK34              | 9 de febrer de 2008    | Kitt Peak            | Spacewatch                           |
| 419631 | 2010 SD42              | 21 d'agost de 2006     | Kitt Peak            | Spacewatch                           |
| 419632 | 2010 TO3               | 20 de novembre de 2003 | Kitt Peak            | Spacewatch                           |
| 419633 | 2010 TU3               | 18 d'abril de 2009     | Mount Lemmon         | Mt. Lemmon Survey                    |
| 419634 | 2010 TK5               | 26 d'octubre de 1995   | Kitt Peak            | Spacewatch                           |
| 419635 | 2010 TG9               | 28 de setembre de 2003 | Kitt Peak            | Spacewatch                           |
| 419636 | 2010 TF13              | 15 de setembre de 2006 | Kitt Peak            | Spacewatch                           |
| 419637 | 2010 TY13              | 18 de gener de 2008    | Kitt Peak            | Spacewatch                           |
| 419638 | 2010 TO17              | 11 de gener de 2008    | Kitt Peak            | Spacewatch                           |
| 419639 | 2010 TU19              | 5 de desembre de 2007  | Mount Lemmon         | Mt. Lemmon Survey                    |
| 419640 | 2010 TL22              | 1 de gener de 2008     | Kitt Peak            | Spacewatch                           |
| 419641 | 2010 TP22              | 19 de setembre de 2003 | Kitt Peak            | Spacewatch                           |
| 419642 | 2010 TY25              | 28 de novembre de 1999 | Kitt Peak            | Spacewatch                           |
| 419643 | 2010 TA26              | 18 de setembre de 2003 | Kitt Peak            | Spacewatch                           |
| 419644 | 2010 TU28              | 22 d'octubre de 1995   | Kitt Peak            | Spacewatch                           |
| 419645 | 2010 TP29              | 2 d'octubre de 2010    | Kitt Peak            | Spacewatch                           |
| 419646 | 2010 TT35              | 28 d'abril de 2009     | Mount Lemmon         | Mt. Lemmon Survey                    |
| 419647 | 2010 TV35              | 13 de desembre de 2006 | Catalina             | CSS                                  |
| 419648 | 2010 TW37              | 5 d'octubre de 2010    | La Sagra             | OAM                                  |
| 419649 | 2010 TX41              | 31 de desembre de 2007 | Kitt Peak            | Spacewatch                           |
| 419650 | 2010 TG49              | 2 d'octubre de 2010    | Kitt Peak            | Spacewatch                           |
| 419651 | 2010 TJ58              | 19 d'agost de 2010     | XuYi                 | PMO NEO Survey Program               |
| 419652 | 2010 TG62              | 29 d'agost de 2006     | Kitt Peak            | Spacewatch                           |
| 419653 | 2010 TT62              | 19 de setembre de 2010 | Kitt Peak            | Spacewatch                           |
| 419654 | 2010 TW69              | 30 de setembre de 2003 | Kitt Peak            | Spacewatch                           |
| 419655 | 2010 TC73              | 28 de febrer de 2008   | Mount Lemmon         | Mt. Lemmon Survey                    |
| 419656 | 2010 TC79              | 2 d'octubre de 2006    | Mount Lemmon         | Mt. Lemmon Survey                    |
| 419657 | 2010 TZ84              | 21 de març de 2009     | Kitt Peak            | Spacewatch                           |
| 419658 | 2010 TG88              | 30 d'agost de 2003     | Kitt Peak            | Spacewatch                           |
| 419659 | 2010 TH92              | 10 de novembre de 1999 | Kitt Peak            | Spacewatch                           |
| 419660 | 2010 TN101             | 2 d'octubre de 2006    | Kitt Peak            | Spacewatch                           |
| 419661 | 2010 TM102             | 9 d'octubre de 2010    | Mount Lemmon         | Mt. Lemmon Survey                    |
| 419662 | 2010 TV102             | 24 de març de 2009     | Mount Lemmon         | Mt. Lemmon Survey                    |
| 419663 | 2010 TG104             | 12 de setembre de 2010 | Kitt Peak            | Spacewatch                           |
| 419664 | 2010 TE110             | 11 d'abril de 2005     | Mount Lemmon         | Mt. Lemmon Survey                    |
| 419665 | 2010 TS113             | 22 d'octubre de 2006   | Kitt Peak            | Spacewatch                           |
| 419666 | 2010 TZ137             | 25 de desembre de 2006 | Catalina             | CSS                                  |
| 419667 | 2010 TT141             | 18 de maig de 2009     | Mount Lemmon         | Mt. Lemmon Survey                    |
| 419668 | 2010 TN142             | 18 de novembre de 2006 | Mount Lemmon         | Mt. Lemmon Survey                    |
| 419669 | 2010 TC144             | 30 de setembre de 2006 | Kitt Peak            | Spacewatch                           |
| 419670 | 2010 TD148             | 16 d'abril de 2004     | Kitt Peak            | Spacewatch                           |
| 419671 | 2010 TP153             | 9 d'octubre de 2010    | Mount Lemmon         | Mt. Lemmon Survey                    |
| 419672 | 2010 TB168             | 28 d'agost de 2006     | Catalina             | CSS                                  |
| 419673 | 2010 TC170             | 12 de febrer de 2008   | Kitt Peak            | Spacewatch                           |
| 419674 | 2010 TD172             | 28 d'agost de 2006     | Kitt Peak            | Spacewatch                           |
| 419675 | 2010 TW172             | 5 de març de 2008      | Mount Lemmon         | Mt. Lemmon Survey                    |
| 419676 | 2010 TQ173             | 6 de març de 2008      | Mount Lemmon         | Mt. Lemmon Survey                    |
| 419677 | 2010 TJ179             | 17 de desembre de 2007 | Mount Lemmon         | Mt. Lemmon Survey                    |
| 419678 | 2010 TJ180             | 2 d'octubre de 2010    | Mount Lemmon         | Mt. Lemmon Survey                    |
| 419679 | 2010 TV183             | 20 de gener de 2008    | Mount Lemmon         | Mt. Lemmon Survey                    |
| 419680 | 2010 TP185             | 10 de març de 2005     | Mount Lemmon         | Mt. Lemmon Survey                    |
| 419681 | 2010 TR185             | 27 d'agost de 2006     | Kitt Peak            | Spacewatch                           |
| 419682 | 2010 TF187             | 31 de maig de 2006     | Mount Lemmon         | Mt. Lemmon Survey                    |
| 419683 | 2010 UV                | 16 d'octubre de 2010   | Pla D'Arguines       | R. Ferrando                          |
| 419684 | 2010 UZ                | 28 de febrer de 2008   | Kitt Peak            | Spacewatch                           |
| 419685 | 2010 UT3               | 17 d'octubre de 2010   | Mount Lemmon         | Mt. Lemmon Survey                    |
| 419686 | 2010 UY11              | 28 d'octubre de 2010   | Catalina             | CSS                                  |
| 419687 | 2010 UC12              | 18 de setembre de 2010 | Mount Lemmon         | Mt. Lemmon Survey                    |
| 419688 | 2010 UV12              | 28 d'octubre de 2010   | Catalina             | CSS                                  |
| 419689 | 2010 UJ15              | 25 d'octubre de 1995   | Xinglong             | Beijing Schmidt CCD Asteroid Program |
| 419690 | 2010 UW21              | 24 de novembre de 2003 | Kitt Peak            | Spacewatch                           |
| 419691 | 2010 UP31              | 30 de desembre de 2007 | Kitt Peak            | Spacewatch                           |
| 419692 | 2010 UP37              | 29 d'octubre de 2010   | Mount Lemmon         | Mt. Lemmon Survey                    |
| 419693 | 2010 UY40              | 30 d'agost de 2006     | Anderson Mesa        | LONEOS                               |
| 419694 | 2010 UC41              | 29 de juny de 2005     | Kitt Peak            | Spacewatch                           |
| 419695 | 2010 UO41              | 1 d'octubre de 2006    | Kitt Peak            | Spacewatch                           |
| 419696 | 2010 UV41              | 20 d'abril de 2009     | Mount Lemmon         | Mt. Lemmon Survey                    |
| 419697 | 2010 UU44              | 9 de març de 2008      | Socorro              | LINEAR                               |
| 419698 | 2010 UO50              | 12 de març de 2008     | Catalina             | CSS                                  |
| 419699 | 2010 UF55              | 5 d'abril de 2008      | Kitt Peak            | Spacewatch                           |
| 419700 | 2010 UY58              | 15 de maig de 2005     | Mount Lemmon         | Mt. Lemmon Survey                    |

## 419701-419800
| Nom    | Designació provisional | Data de descobriment   | Lloc de descobriment | Descobridor/s             |
| ------ | ---------------------- | ---------------------- | -------------------- | ------------------------- |
| 419701 | 2010 UE59              | 6 de maig de 2000      | Kitt Peak            | Spacewatch                |
| 419702 | 2010 UV59              | 21 de febrer de 2007   | Catalina             | CSS                       |
| 419703 | 2010 UG63              | 11 de setembre de 2010 | Mount Lemmon         | Mt. Lemmon Survey         |
| 419704 | 2010 UH69              | 28 d'octubre de 2010   | Kitt Peak            | Spacewatch                |
| 419705 | 2010 UX70              | 15 d'octubre de 2001   | Socorro              | LINEAR                    |
| 419706 | 2010 UU74              | 22 d'octubre de 2006   | Catalina             | CSS                       |
| 419707 | 2010 UV75              | 13 d'octubre de 2010   | Mount Lemmon         | Mt. Lemmon Survey         |
| 419708 | 2010 UM76              | 10 d'octubre de 1999   | Socorro              | LINEAR                    |
| 419709 | 2010 UN76              | 29 d'agost de 2006     | Kitt Peak            | Spacewatch                |
| 419710 | 2010 UN79              | 30 d'octubre de 2010   | Mount Lemmon         | Mt. Lemmon Survey         |
| 419711 | 2010 UW80              | 11 d'octubre de 2010   | Mount Lemmon         | Mt. Lemmon Survey         |
| 419712 | 2010 UO88              | 30 d'octubre de 2010   | Mount Lemmon         | Mt. Lemmon Survey         |
| 419713 | 2010 UO93              | 9 de març de 2008      | Siding Spring        | Siding Spring Survey      |
| 419714 | 2010 UK98              | 28 de setembre de 2006 | Mount Lemmon         | Mt. Lemmon Survey         |
| 419715 | 2010 UW100             | 28 d'agost de 2006     | Anderson Mesa        | LONEOS                    |
| 419716 | 2010 UL105             | 29 d'octubre de 2010   | Mauna Kea            | M. Micheli                |
| 419717 | 2010 VC14              | 30 d'octubre de 2010   | Socorro              | LINEAR                    |
| 419718 | 2010 VR17              | 5 de desembre de 2000  | Socorro              | LINEAR                    |
| 419719 | 2010 VB18              | 2 de novembre de 2010  | Mount Lemmon         | Mt. Lemmon Survey         |
| 419720 | 2010 VY19              | 21 d'abril de 2003     | Kitt Peak            | Spacewatch                |
| 419721 | 2010 VT23              | 28 de setembre de 2006 | Mount Lemmon         | Mt. Lemmon Survey         |
| 419722 | 2010 VP24              | 14 de novembre de 1998 | Kitt Peak            | Spacewatch                |
| 419723 | 2010 VE25              | 16 de desembre de 2006 | Mount Lemmon         | Mt. Lemmon Survey         |
| 419724 | 2010 VU25              | 21 d'octubre de 2006   | Mount Lemmon         | Mt. Lemmon Survey         |
| 419725 | 2010 VX25              | 25 de setembre de 2006 | Kitt Peak            | Spacewatch                |
| 419726 | 2010 VM26              | 2 d'octubre de 2006    | Kitt Peak            | Spacewatch                |
| 419727 | 2010 VU28              | 17 de desembre de 2003 | Kitt Peak            | Spacewatch                |
| 419728 | 2010 VR29              | 2 de novembre de 2010  | Mount Lemmon         | Mt. Lemmon Survey         |
| 419729 | 2010 VX31              | 27 d'octubre de 1995   | Kitt Peak            | Spacewatch                |
| 419730 | 2010 VF36              | 4 de novembre de 2010  | Tzec Maun            | Tzec Maun                 |
| 419731 | 2010 VS46              | 20 d'octubre de 2006   | Mount Lemmon         | Mt. Lemmon Survey         |
| 419732 | 2010 VW46              | 13 de febrer de 2004   | Kitt Peak            | Spacewatch                |
| 419733 | 2010 VY46              | 4 d'octubre de 2006    | Mount Lemmon         | Mt. Lemmon Survey         |
| 419734 | 2010 VS51              | 3 de novembre de 2010  | Kitt Peak            | Spacewatch                |
| 419735 | 2010 VY51              | 12 de desembre de 2006 | Kitt Peak            | Spacewatch                |
| 419736 | 2010 VB52              | 5 de desembre de 2007  | Kitt Peak            | Spacewatch                |
| 419737 | 2010 VZ60              | 26 de novembre de 2003 | Kitt Peak            | Spacewatch                |
| 419738 | 2010 VW66              | 30 d'agost de 2006     | Anderson Mesa        | LONEOS                    |
| 419739 | 2010 VY70              | 9 de febrer de 2008    | Mount Lemmon         | Mt. Lemmon Survey         |
| 419740 | 2010 VN72              | 16 de setembre de 2006 | Catalina             | CSS                       |
| 419741 | 2010 VT73              | 6 de març de 2008      | Mount Lemmon         | Mt. Lemmon Survey         |
| 419742 | 2010 VG74              | 3 de novembre de 2010  | Socorro              | LINEAR                    |
| 419743 | 2010 VN74              | 4 de maig de 2005      | Mount Lemmon         | Mt. Lemmon Survey         |
| 419744 | 2010 VP77              | 15 de desembre de 1999 | Kitt Peak            | Spacewatch                |
| 419745 | 2010 VH80              | 22 d'abril de 2004     | Kitt Peak            | Spacewatch                |
| 419746 | 2010 VT81              | 3 de novembre de 2010  | Kitt Peak            | Spacewatch                |
| 419747 | 2010 VW83              | 5 de novembre de 2010  | Kitt Peak            | Spacewatch                |
| 419748 | 2010 VD85              | 24 de novembre de 2006 | Kitt Peak            | Spacewatch                |
| 419749 | 2010 VA86              | 21 de desembre de 2006 | Kitt Peak            | Spacewatch                |
| 419750 | 2010 VB87              | 6 de novembre de 2010  | Kitt Peak            | Spacewatch                |
| 419751 | 2010 VB89              | 6 de novembre de 2010  | Kitt Peak            | Spacewatch                |
| 419752 | 2010 VN90              | 20 de novembre de 2006 | Kitt Peak            | Spacewatch                |
| 419753 | 2010 VP90              | 29 d'octubre de 2010   | Mount Lemmon         | Mt. Lemmon Survey         |
| 419754 | 2010 VF95              | 7 de novembre de 2010  | Mount Lemmon         | Mt. Lemmon Survey         |
| 419755 | 2010 VU96              | 29 d'agost de 2006     | Kitt Peak            | Spacewatch                |
| 419756 | 2010 VX98              | 17 de març de 2007     | Catalina             | CSS                       |
| 419757 | 2010 VW103             | 22 d'octubre de 2006   | Mount Lemmon         | Mt. Lemmon Survey         |
| 419758 | 2010 VY105             | 16 de novembre de 2006 | Kitt Peak            | Spacewatch                |
| 419759 | 2010 VS110             | 25 de setembre de 2006 | Catalina             | CSS                       |
| 419760 | 2010 VA112             | 18 de setembre de 2010 | Mount Lemmon         | Mt. Lemmon Survey         |
| 419761 | 2010 VK114             | 5 de setembre de 2010  | Mount Lemmon         | Mt. Lemmon Survey         |
| 419762 | 2010 VO114             | 28 d'agost de 2006     | Kitt Peak            | Spacewatch                |
| 419763 | 2010 VQ114             | 30 d'octubre de 2010   | Kitt Peak            | Spacewatch                |
| 419764 | 2010 VP120             | 8 de novembre de 2010  | Kitt Peak            | Spacewatch                |
| 419765 | 2010 VX122             | 9 de febrer de 2008    | Catalina             | CSS                       |
| 419766 | 2010 VA131             | 11 d'octubre de 2010   | Catalina             | CSS                       |
| 419767 | 2010 VC132             | 22 d'octubre de 2003   | Kitt Peak            | Spacewatch                |
| 419768 | 2010 VF133             | 7 d'abril de 2008      | Mount Lemmon         | Mt. Lemmon Survey         |
| 419769 | 2010 VO133             | 28 d'octubre de 2010   | Mount Lemmon         | Mt. Lemmon Survey         |
| 419770 | 2010 VC134             | 10 de novembre de 1996 | Kitt Peak            | Spacewatch                |
| 419771 | 2010 VF137             | 30 de setembre de 2006 | Mount Lemmon         | Mt. Lemmon Survey         |
| 419772 | 2010 VO146             | 16 de novembre de 2006 | Kitt Peak            | Spacewatch                |
| 419773 | 2010 VR147             | 6 de novembre de 2010  | Mount Lemmon         | Mt. Lemmon Survey         |
| 419774 | 2010 VT147             | 27 de setembre de 2006 | Mount Lemmon         | Mt. Lemmon Survey         |
| 419775 | 2010 VW151             | 6 de novembre de 2010  | Mount Lemmon         | Mt. Lemmon Survey         |
| 419776 | 2010 VF161             | 11 de setembre de 2010 | Mount Lemmon         | Mt. Lemmon Survey         |
| 419777 | 2010 VG165             | 11 de novembre de 2006 | Kitt Peak            | Spacewatch                |
| 419778 | 2010 VZ170             | 28 d'octubre de 2010   | Kitt Peak            | Spacewatch                |
| 419779 | 2010 VL172             | 10 de febrer de 2008   | Kitt Peak            | Spacewatch                |
| 419780 | 2010 VQ173             | 10 de novembre de 2010 | Mount Lemmon         | Mt. Lemmon Survey         |
| 419781 | 2010 VP178             | 15 de març de 2008     | Mount Lemmon         | Mt. Lemmon Survey         |
| 419782 | 2010 VF182             | 6 de novembre de 2010  | Kitt Peak            | Spacewatch                |
| 419783 | 2010 VM185             | 17 de setembre de 2006 | Kitt Peak            | Spacewatch                |
| 419784 | 2010 VN196             | 5 de novembre de 2010  | Kitt Peak            | Spacewatch                |
| 419785 | 2010 VQ198             | 13 de novembre de 2010 | Mount Lemmon         | Mt. Lemmon Survey         |
| 419786 | 2010 VY199             | 11 de desembre de 2006 | Kitt Peak            | Spacewatch                |
| 419787 | 2010 VP203             | 14 de setembre de 2006 | Catalina             | CSS                       |
| 419788 | 2010 VZ204             | 19 d'agost de 2006     | Kitt Peak            | Spacewatch                |
| 419789 | 2010 VB206             | 5 de gener de 2000     | Kitt Peak            | Spacewatch                |
| 419790 | 2010 VX208             | 4 de novembre de 2010  | Palomar              | Palomar Transient Factory |
| 419791 | 2010 VQ210             | 4 de març de 2005      | Catalina             | CSS                       |
| 419792 | 2010 VV216             | 19 de novembre de 2001 | Socorro              | LINEAR                    |
| 419793 | 2010 VD217             | 28 d'agost de 2006     | Kitt Peak            | Spacewatch                |
| 419794 | 2010 VT218             | 5 de novembre de 2010  | Palomar              | Palomar Transient Factory |
| 419795 | 2010 VR219             | 16 de març de 2005     | Catalina             | CSS                       |
| 419796 | 2010 WU3               | 29 de març de 2008     | Kitt Peak            | Spacewatch                |
| 419797 | 2010 WP13              | 18 de setembre de 2010 | Mount Lemmon         | Mt. Lemmon Survey         |
| 419798 | 2010 WK15              | 2 d'abril de 2005      | Catalina             | CSS                       |
| 419799 | 2010 WP29              | 14 de novembre de 2010 | Catalina             | CSS                       |
| 419800 | 2010 WH30              | 1 de novembre de 2010  | Kitt Peak            | Spacewatch                |

## 419801-419900
| Nom    | Designació provisional | Data de descobriment   | Lloc de descobriment | Descobridor/s        |
| ------ | ---------------------- | ---------------------- | -------------------- | -------------------- |
| 419801 | 2010 WM48              | 20 d'octubre de 1995   | Kitt Peak            | Spacewatch           |
| 419802 | 2010 WT48              | 27 de novembre de 2010 | Mount Lemmon         | Mt. Lemmon Survey    |
| 419803 | 2010 WH50              | 12 de febrer de 2008   | Siding Spring        | Siding Spring Survey |
| 419804 | 2010 WC54              | 28 de juliol de 2009   | Kitt Peak            | Spacewatch           |
| 419805 | 2010 WW54              | 1 d'abril de 2008      | Kitt Peak            | Spacewatch           |
| 419806 | 2010 WN55              | 28 de setembre de 2006 | Mount Lemmon         | Mt. Lemmon Survey    |
| 419807 | 2010 WU56              | 1 de març de 2008      | Mount Lemmon         | Mt. Lemmon Survey    |
| 419808 | 2010 WD59              | 23 d'octubre de 2006   | Mount Lemmon         | Mt. Lemmon Survey    |
| 419809 | 2010 WD62              | 16 de novembre de 2006 | Kitt Peak            | Spacewatch           |
| 419810 | 2010 WE64              | 18 de novembre de 2006 | Mount Lemmon         | Mt. Lemmon Survey    |
| 419811 | 2010 WD67              | 7 de gener de 1999     | Kitt Peak            | Spacewatch           |
| 419812 | 2010 WL69              | 30 de novembre de 2010 | Mount Lemmon         | Mt. Lemmon Survey    |
| 419813 | 2010 WS70              | 28 de novembre de 2010 | Mount Lemmon         | Mt. Lemmon Survey    |
| 419814 | 2010 WT74              | 10 de novembre de 2010 | Catalina             | CSS                  |
| 419815 | 2010 XB5               | 12 de novembre de 2010 | Kitt Peak            | Spacewatch           |
| 419816 | 2010 XO8               | 6 de novembre de 2010  | Mount Lemmon         | Mt. Lemmon Survey    |
| 419817 | 2010 XZ9               | 3 de desembre de 2010  | Mount Lemmon         | Mt. Lemmon Survey    |
| 419818 | 2010 XH12              | 9 de desembre de 2006  | Kitt Peak            | Spacewatch           |
| 419819 | 2010 XJ13              | 1 de novembre de 2010  | Kitt Peak            | Spacewatch           |
| 419820 | 2010 XN14              | 24 d'agost de 2001     | Anderson Mesa        | LONEOS               |
| 419821 | 2010 XG19              | 6 de novembre de 2010  | Mount Lemmon         | Mt. Lemmon Survey    |
| 419822 | 2010 XE23              | 31 de març de 2008     | Mount Lemmon         | Mt. Lemmon Survey    |
| 419823 | 2010 XZ37              | 16 de gener de 2007    | Anderson Mesa        | LONEOS               |
| 419824 | 2010 XC42              | 31 d'octubre de 2010   | Mount Lemmon         | Mt. Lemmon Survey    |
| 419825 | 2010 XH42              | 10 de novembre de 2010 | Mount Lemmon         | Mt. Lemmon Survey    |
| 419826 | 2010 XL42              | 31 d'octubre de 1999   | Kitt Peak            | Spacewatch           |
| 419827 | 2010 XE43              | 22 d'octubre de 2006   | Kitt Peak            | Spacewatch           |
| 419828 | 2010 XX45              | 28 de novembre de 2006 | Mount Lemmon         | Mt. Lemmon Survey    |
| 419829 | 2010 XK52              | 10 de desembre de 2010 | Socorro              | LINEAR               |
| 419830 | 2010 XM54              | 7 d'octubre de 2005    | Mount Lemmon         | Mt. Lemmon Survey    |
| 419831 | 2010 XH57              | 14 de març de 2007     | Anderson Mesa        | LONEOS               |
| 419832 | 2010 XE59              | 18 de desembre de 2001 | Socorro              | LINEAR               |
| 419833 | 2010 XZ60              | 15 d'abril de 2008     | Mount Lemmon         | Mt. Lemmon Survey    |
| 419834 | 2010 XW66              | 6 d'abril de 2008      | Kitt Peak            | Spacewatch           |
| 419835 | 2010 XU68              | 28 d'octubre de 2006   | Mount Lemmon         | Mt. Lemmon Survey    |
| 419836 | 2010 XJ71              | 10 de gener de 2007    | Kitt Peak            | Spacewatch           |
| 419837 | 2010 XW79              | 5 de desembre de 2010  | Mount Lemmon         | Mt. Lemmon Survey    |
| 419838 | 2010 XR82              | 6 de febrer de 2007    | Kitt Peak            | Spacewatch           |
| 419839 | 2010 XK84              | 2 de desembre de 2010  | Mount Lemmon         | Mt. Lemmon Survey    |
| 419840 | 2010 XA85              | 20 de març de 2004     | Kitt Peak            | Spacewatch           |
| 419841 | 2010 XB85              | 12 de novembre de 2010 | Kitt Peak            | Spacewatch           |
| 419842 | 2010 XN87              | 7 de desembre de 2005  | Kitt Peak            | Spacewatch           |
| 419843 | 2010 YX2               | 10 de desembre de 2010 | Mount Lemmon         | Mt. Lemmon Survey    |
| 419844 | 2010 YP5               | 17 de gener de 2007    | Kitt Peak            | Spacewatch           |
| 419845 | 2011 AO                | 9 de gener de 2007     | Kitt Peak            | Spacewatch           |
| 419846 | 2011 AH4               | 8 de desembre de 2010  | Catalina             | CSS                  |
| 419847 | 2011 AO5               | 18 de març de 2004     | Socorro              | LINEAR               |
| 419848 | 2011 AO7               | 11 de desembre de 2001 | Socorro              | LINEAR               |
| 419849 | 2011 AO8               | 5 de desembre de 2010  | Kitt Peak            | Spacewatch           |
| 419850 | 2011 AT9               | 10 de desembre de 2010 | Mount Lemmon         | Mt. Lemmon Survey    |
| 419851 | 2011 AY9               | 12 d'octubre de 2010   | Kitt Peak            | Spacewatch           |
| 419852 | 2011 AG10              | 3 de gener de 2011     | Mount Lemmon         | Mt. Lemmon Survey    |
| 419853 | 2011 AM10              | 25 de desembre de 2005 | Mount Lemmon         | Mt. Lemmon Survey    |
| 419854 | 2011 AQ10              | 16 de desembre de 2006 | Kitt Peak            | Spacewatch           |
| 419855 | 2011 AW11              | 6 de desembre de 2010  | Mount Lemmon         | Mt. Lemmon Survey    |
| 419856 | 2011 AX11              | 13 de desembre de 2010 | Mount Lemmon         | Mt. Lemmon Survey    |
| 419857 | 2011 AB12              | 5 de gener de 2011     | Catalina             | CSS                  |
| 419858 | 2011 AC13              | 1 de febrer de 2010    | WISE                 | WISE                 |
| 419859 | 2011 AU14              | 27 de novembre de 2006 | Mount Lemmon         | Mt. Lemmon Survey    |
| 419860 | 2011 AX14              | 31 de gener de 2006    | Anderson Mesa        | LONEOS               |
| 419861 | 2011 AD15              | 25 d'octubre de 2008   | Kitt Peak            | Spacewatch           |
| 419862 | 2011 AP15              | 1 de desembre de 2010  | Mount Lemmon         | Mt. Lemmon Survey    |
| 419863 | 2011 AW15              | 3 de maig de 2008      | Kitt Peak            | Spacewatch           |
| 419864 | 2011 AV20              | 26 de setembre de 2009 | Kitt Peak            | Spacewatch           |
| 419865 | 2011 AR21              | 10 de gener de 2007    | Kitt Peak            | Spacewatch           |
| 419866 | 2011 AB22              | 23 de febrer de 2007   | Catalina             | CSS                  |
| 419867 | 2011 AF24              | 1 de novembre de 2005  | Mount Lemmon         | Mt. Lemmon Survey    |
| 419868 | 2011 AG24              | 27 de desembre de 2006 | Mount Lemmon         | Mt. Lemmon Survey    |
| 419869 | 2011 AL27              | 31 de gener de 2006    | Catalina             | CSS                  |
| 419870 | 2011 AP27              | 9 de setembre de 2004  | Kitt Peak            | Spacewatch           |
| 419871 | 2011 AV27              | 21 de novembre de 2006 | Mount Lemmon         | Mt. Lemmon Survey    |
| 419872 | 2011 AW27              | 26 de setembre de 2005 | Kitt Peak            | Spacewatch           |
| 419873 | 2011 AK32              | 18 de desembre de 2001 | Socorro              | LINEAR               |
| 419874 | 2011 AL32              | 17 de desembre de 2001 | Socorro              | LINEAR               |
| 419875 | 2011 AP33              | 21 de febrer de 2007   | Mount Lemmon         | Mt. Lemmon Survey    |
| 419876 | 2011 AT33              | 20 d'agost de 2009     | Kitt Peak            | Spacewatch           |
| 419877 | 2011 AY33              | 17 de febrer de 2007   | Kitt Peak            | Spacewatch           |
| 419878 | 2011 AF35              | 31 de desembre de 2002 | Socorro              | LINEAR               |
| 419879 | 2011 AO35              | 16 de novembre de 2010 | Mount Lemmon         | Mt. Lemmon Survey    |
| 419880 | 2011 AH37              | 7 de gener de 2011     | WISE                 | WISE                 |
| 419881 | 2011 AW38              | 22 de novembre de 2006 | Mount Lemmon         | Mt. Lemmon Survey    |
| 419882 | 2011 AS39              | 5 de desembre de 2010  | Mount Lemmon         | Mt. Lemmon Survey    |
| 419883 | 2011 AO40              | 5 de gener de 1994     | Kitt Peak            | Spacewatch           |
| 419884 | 2011 AL41              | 20 de març de 2007     | Mount Lemmon         | Mt. Lemmon Survey    |
| 419885 | 2011 AG42              | 28 de gener de 2007    | Mount Lemmon         | Mt. Lemmon Survey    |
| 419886 | 2011 AQ43              | 3 de novembre de 2010  | Kitt Peak            | Spacewatch           |
| 419887 | 2011 AL45              | 11 de novembre de 2010 | Kitt Peak            | Spacewatch           |
| 419888 | 2011 AW45              | 10 de gener de 2011    | Kitt Peak            | Spacewatch           |
| 419889 | 2011 AX45              | 10 de gener de 2011    | Kitt Peak            | Spacewatch           |
| 419890 | 2011 AY49              | 29 d'octubre de 2005   | Mount Lemmon         | Mt. Lemmon Survey    |
| 419891 | 2011 AW52              | 13 de març de 2007     | Catalina             | CSS                  |
| 419892 | 2011 AS53              | 25 de desembre de 2010 | Mount Lemmon         | Mt. Lemmon Survey    |
| 419893 | 2011 AE54              | 6 de desembre de 2010  | Mount Lemmon         | Mt. Lemmon Survey    |
| 419894 | 2011 AU54              | 29 de setembre de 2005 | Mount Lemmon         | Mt. Lemmon Survey    |
| 419895 | 2011 AV60              | 13 de gener de 2011    | Kitt Peak            | Spacewatch           |
| 419896 | 2011 AQ61              | 13 de gener de 2011    | Kitt Peak            | Spacewatch           |
| 419897 | 2011 AY61              | 12 d'octubre de 2005   | Kitt Peak            | Spacewatch           |
| 419898 | 2011 AO65              | 17 de gener de 2007    | Kitt Peak            | Spacewatch           |
| 419899 | 2011 AG66              | 14 de gener de 2011    | Kitt Peak            | Spacewatch           |
| 419900 | 2011 AN67              | 1 de novembre de 2006  | Mount Lemmon         | Mt. Lemmon Survey    |

## 419901-420000
| Nom    | Designació provisional | Data de descobriment   | Lloc de descobriment | Descobridor/s     |
| ------ | ---------------------- | ---------------------- | -------------------- | ----------------- |
| 419901 | 2011 AQ67              | 21 de febrer de 2007   | Kitt Peak            | Spacewatch        |
| 419902 | 2011 AT67              | 3 de desembre de 2010  | Mount Lemmon         | Mt. Lemmon Survey |
| 419903 | 2011 AG74              | 28 de juliol de 2008   | Mount Lemmon         | Mt. Lemmon Survey |
| 419904 | 2011 AW74              | 21 de desembre de 2006 | Mount Lemmon         | Mt. Lemmon Survey |
| 419905 | 2011 AY74              | 23 de novembre de 2006 | Mount Lemmon         | Mt. Lemmon Survey |
| 419906 | 2011 AW79              | 17 de gener de 2007    | Catalina             | CSS               |
| 419907 | 2011 BQ1               | 27 de gener de 2007    | Mount Lemmon         | Mt. Lemmon Survey |
| 419908 | 2011 BB6               | 23 de febrer de 2007   | Kitt Peak            | Spacewatch        |
| 419909 | 2011 BC6               | 1 d'octubre de 2005    | Mount Lemmon         | Mt. Lemmon Survey |
| 419910 | 2011 BD7               | 28 de desembre de 2005 | Kitt Peak            | Spacewatch        |
| 419911 | 2011 BM8               | 28 d'agost de 2005     | Kitt Peak            | Spacewatch        |
| 419912 | 2011 BR9               | 16 de gener de 2011    | Mount Lemmon         | Mt. Lemmon Survey |
| 419913 | 2011 BM10              | 4 de gener de 2006     | Mount Lemmon         | Mt. Lemmon Survey |
| 419914 | 2011 BK12              | 1 de desembre de 2005  | Kitt Peak            | Spacewatch        |
| 419915 | 2011 BU12              | 13 de gener de 2011    | Kitt Peak            | Spacewatch        |
| 419916 | 2011 BC13              | 26 de gener de 2010    | WISE                 | WISE              |
| 419917 | 2011 BA14              | 10 d'octubre de 2005   | Catalina             | CSS               |
| 419918 | 2011 BQ16              | 17 de setembre de 2009 | Kitt Peak            | Spacewatch        |
| 419919 | 2011 BF19              | 30 de novembre de 2005 | Mount Lemmon         | Mt. Lemmon Survey |
| 419920 | 2011 BN21              | 23 de gener de 2006    | Catalina             | CSS               |
| 419921 | 2011 BB23              | 18 de setembre de 2009 | Kitt Peak            | Spacewatch        |
| 419922 | 2011 BJ24              | 3 de setembre de 2010  | Mount Lemmon         | Mt. Lemmon Survey |
| 419923 | 2011 BF27              | 4 de febrer de 2006    | Mount Lemmon         | Mt. Lemmon Survey |
| 419924 | 2011 BT29              | 9 de desembre de 2010  | Mount Lemmon         | Mt. Lemmon Survey |
| 419925 | 2011 BO31              | 11 de gener de 2011    | Kitt Peak            | Spacewatch        |
| 419926 | 2011 BD33              | 6 de desembre de 2005  | Kitt Peak            | Spacewatch        |
| 419927 | 2011 BW33              | 14 de gener de 2011    | Kitt Peak            | Spacewatch        |
| 419928 | 2011 BE35              | 28 de gener de 2011    | Mount Lemmon         | Mt. Lemmon Survey |
| 419929 | 2011 BL44              | 26 de desembre de 2005 | Kitt Peak            | Spacewatch        |
| 419930 | 2011 BO51              | 29 d'agost de 2009     | Kitt Peak            | Spacewatch        |
| 419931 | 2011 BP51              | 30 de gener de 2011    | Mount Lemmon         | Mt. Lemmon Survey |
| 419932 | 2011 BC52              | 25 de març de 2006     | Catalina             | CSS               |
| 419933 | 2011 BQ54              | 30 de gener de 2011    | Mount Lemmon         | Mt. Lemmon Survey |
| 419934 | 2011 BE55              | 23 de febrer de 2007   | Kitt Peak            | Spacewatch        |
| 419935 | 2011 BG55              | 23 d'agost de 2004     | Kitt Peak            | Spacewatch        |
| 419936 | 2011 BK62              | 29 de desembre de 2005 | Kitt Peak            | Spacewatch        |
| 419937 | 2011 BQ62              | 26 de gener de 2011    | Mount Lemmon         | Mt. Lemmon Survey |
| 419938 | 2011 BG68              | 10 de gener de 2011    | Mount Lemmon         | Mt. Lemmon Survey |
| 419939 | 2011 BL75              | 17 de gener de 2011    | Mount Lemmon         | Mt. Lemmon Survey |
| 419940 | 2011 BC79              | 24 de novembre de 2006 | Mount Lemmon         | Mt. Lemmon Survey |
| 419941 | 2011 BB80              | 11 de gener de 2011    | Kitt Peak            | Spacewatch        |
| 419942 | 2011 BD82              | 4 de desembre de 2005  | Kitt Peak            | Spacewatch        |
| 419943 | 2011 BL82              | 10 de gener de 2007    | Kitt Peak            | Spacewatch        |
| 419944 | 2011 BQ82              | 11 de gener de 2011    | Catalina             | CSS               |
| 419945 | 2011 BW82              | 11 de gener de 2011    | Kitt Peak            | Spacewatch        |
| 419946 | 2011 BX82              | 8 de desembre de 2010  | Mount Lemmon         | Mt. Lemmon Survey |
| 419947 | 2011 BJ84              | 8 de desembre de 2005  | Kitt Peak            | Spacewatch        |
| 419948 | 2011 BY86              | 15 de març de 2007     | Kitt Peak            | Spacewatch        |
| 419949 | 2011 BB89              | 16 de gener de 2011    | Mount Lemmon         | Mt. Lemmon Survey |
| 419950 | 2011 BE89              | 17 de febrer de 2007   | Kitt Peak            | Spacewatch        |
| 419951 | 2011 BA90              | 15 d'octubre de 2009   | Mount Lemmon         | Mt. Lemmon Survey |
| 419952 | 2011 BW94              | 5 de novembre de 2010  | Mount Lemmon         | Mt. Lemmon Survey |
| 419953 | 2011 BF96              | 24 de gener de 2007    | Kitt Peak            | Spacewatch        |
| 419954 | 2011 BH96              | 5 de febrer de 2000    | Kitt Peak            | Spacewatch        |
| 419955 | 2011 BV96              | 9 de setembre de 2008  | Mount Lemmon         | Mt. Lemmon Survey |
| 419956 | 2011 BM99              | 28 d'octubre de 2005   | Kitt Peak            | Spacewatch        |
| 419957 | 2011 BW99              | 16 de febrer de 2010   | WISE                 | WISE              |
| 419958 | 2011 BM100             | 13 de març de 2007     | Catalina             | CSS               |
| 419959 | 2011 BO100             | 10 de desembre de 2004 | Kitt Peak            | Spacewatch        |
| 419960 | 2011 BW100             | 1 de març de 2010      | WISE                 | WISE              |
| 419961 | 2011 BL102             | 27 de gener de 2007    | Kitt Peak            | Spacewatch        |
| 419962 | 2011 BT102             | 14 d'octubre de 2010   | Mount Lemmon         | Mt. Lemmon Survey |
| 419963 | 2011 BH114             | 26 d'octubre de 2009   | Kitt Peak            | Spacewatch        |
| 419964 | 2011 BW117             | 25 de gener de 2011    | Mount Lemmon         | Mt. Lemmon Survey |
| 419965 | 2011 BU118             | 30 de desembre de 2005 | Mount Lemmon         | Mt. Lemmon Survey |
| 419966 | 2011 BY140             | 23 de gener de 2006    | Kitt Peak            | Spacewatch        |
| 419967 | 2011 BO154             | 27 de gener de 2011    | Kitt Peak            | Spacewatch        |
| 419968 | 2011 BN161             | 22 d'octubre de 2009   | Mount Lemmon         | Mt. Lemmon Survey |
| 419969 | 2011 BZ161             | 4 de desembre de 2005  | Kitt Peak            | Spacewatch        |
| 419970 | 2011 BC162             | 2 de desembre de 2010  | Mount Lemmon         | Mt. Lemmon Survey |
| 419971 | 2011 BJ162             | 21 de gener de 2002    | Kitt Peak            | Spacewatch        |
| 419972 | 2011 CO                | 12 de març de 2007     | Kitt Peak            | Spacewatch        |
| 419973 | 2011 CQ                | 12 de setembre de 2009 | Kitt Peak            | Spacewatch        |
| 419974 | 2011 CK3               | 7 de desembre de 1999  | Kitt Peak            | Spacewatch        |
| 419975 | 2011 CM3               | 21 de setembre de 2003 | Anderson Mesa        | LONEOS            |
| 419976 | 2011 CD4               | 27 de febrer de 2007   | Kitt Peak            | Spacewatch        |
| 419977 | 2011 CL5               | 21 de febrer de 2007   | Kitt Peak            | Spacewatch        |
| 419978 | 2011 CN9               | 14 de gener de 2011    | Kitt Peak            | Spacewatch        |
| 419979 | 2011 CP10              | 11 de gener de 2011    | Kitt Peak            | Spacewatch        |
| 419980 | 2011 CX14              | 20 de setembre de 2001 | Socorro              | LINEAR            |
| 419981 | 2011 CU15              | 16 de març de 2007     | Mount Lemmon         | Mt. Lemmon Survey |
| 419982 | 2011 CZ16              | 19 de setembre de 2009 | Mount Lemmon         | Mt. Lemmon Survey |
| 419983 | 2011 CV19              | 19 de març de 2007     | Mount Lemmon         | Mt. Lemmon Survey |
| 419984 | 2011 CP22              | 9 de gener de 1997     | Kitt Peak            | Spacewatch        |
| 419985 | 2011 CG23              | 10 de febrer de 2002   | Socorro              | LINEAR            |
| 419986 | 2011 CE26              | 7 de desembre de 2005  | Kitt Peak            | Spacewatch        |
| 419987 | 2011 CK27              | 10 de febrer de 2002   | Socorro              | LINEAR            |
| 419988 | 2011 CK29              | 2 de desembre de 2005  | Kitt Peak            | Spacewatch        |
| 419989 | 2011 CS29              | 30 de gener de 2011    | Mount Lemmon         | Mt. Lemmon Survey |
| 419990 | 2011 CF32              | 14 de setembre de 2009 | Catalina             | CSS               |
| 419991 | 2011 CH32              | 20 d'abril de 2007     | Kitt Peak            | Spacewatch        |
| 419992 | 2011 CU32              | 14 de gener de 2011    | Kitt Peak            | Spacewatch        |
| 419993 | 2011 CW32              | 16 de novembre de 2010 | Mount Lemmon         | Mt. Lemmon Survey |
| 419994 | 2011 CB33              | 27 de gener de 2011    | Mount Lemmon         | Mt. Lemmon Survey |
| 419995 | 2011 CT35              | 5 de febrer de 2011    | Catalina             | CSS               |
| 419996 | 2011 CC38              | 4 de desembre de 2005  | Kitt Peak            | Spacewatch        |
| 419997 | 2011 CX38              | 24 de desembre de 2005 | Kitt Peak            | Spacewatch        |
| 419998 | 2011 CE40              | 11 de gener de 2011    | Kitt Peak            | Spacewatch        |
| 419999 | 2011 CW42              | 5 de desembre de 2005  | Kitt Peak            | Spacewatch        |
| 420000 | 2011 CU45              | 1 de maig de 2003      | Kitt Peak            | Spacewatch        |